# Хроника Великой Отечественной войны (август 1943 года)
хасанов Амирян Хасанов

## 1 августа1943 года. 771-й день войны
Орловская наступательная операция. Брянский фронт. (см. карту — Курская наступательная операция (440 КБ)) Немецкое командование, видя непосредственную угрозу окружения орловской группировки, в ночь на 1 августа начало выводить свои части из района Орла. 1 августа 3-я армия (А. В. Горбатов) и 63-я армия (В. Я. Колпакчи) начали преследование противника.
Воронежский фронт. 1 августа представитель Ставки Верховного Главнокомандования Г. К. Жуков и командующий Воронежским фронтом Н. Ф. Ватутин собрали на командном пункте 5-й гвардейской армии командармов и командиров корпусов. На этом совещании речь шла о подготовке и проведении Белгородско-Харьковской наступательной операции.
Совинформбюро. В течение 1 августа наши войска на Орловском направлении продолжали наступление, продвинулись от 8 до 12 километров, заняли свыше 100 населённых пунктов и среди них: северо-западнее, севернее и северо-восточнее Орла — Успенский, Чёрное, Злынь, Самарка, Кутьма, Пальчикова, Красная Каменка, Клеменово, Паслово (15 километров северо-восточнее Орла); южнее и юго-западнее Орла — Никулино (17 километров южнее Орла), Верхний и Нижний Путимец, Плоское, Плоты, Алексеевка, Гуторово, Яковлево, Надежда, Красниково. На Белгородском направлении — поиски разведчиков.
В Донбассе, в районе юго-западнее Ворошиловграда, наши войска продолжали успешно отбивать атаки дополнительно введённых в бой крупных сил пехоты и танков противника с большими для него потерями. На Ленинградском фронте, в районе севернее и восточнее Мга, проводились усиленные поиски разведчиков и интенсивная артиллерийско-миномётная перестрелка с обеих сторон.

## 2 августа1943 года. 772-й день войны
Миусская наступательная операция. Завершилась Миусская наступательная операция. Ко 2 августа войска Южного фронта (Ф. И. Толбухин) под натиском превосходящих сил противника были вынуждены оставить захваченный плацдарм на р. Миус в районе Степановка, Мариновка и отойти в исходное положение.
Совинформбюро. В течение 2 августа наши войска на Орловском направлении продолжали наступление, продвинулись на отдельных участках от 6 до 10 километров, заняли свыше 70 населённых пунктов и среди них районный центр 3наменское. На Белгородском направлении — поиски разведчиков. В Донбассе, в районе юго-западнее Ворошиловграда, наши войска продолжали успешно отбивать атаки крупных сил пехоты и танков противника с большими для него потерями. На Ленинградском фронте, в районах севернее и восточнее Мга, продолжались усиленные поиски разведчиков и интенсивная артиллерийско-миномётная перестрелка с обеих сторон.

## 3 августа1943 года. 773-й день войны
Орловская наступательная операция. Брянский фронт. 3-я армия (А. В. Горбатов) и 63-я армия (В. Я. Колпакчи) к 3 августа вышли на рубеж Заря Свободы, Вязки, Крутая Гора, Михайловка, Журавка. Утром 3 августа они преодолели оборону противника на реке Оптуха и охватили Орёл с севера, востока и юга. Немецкие войска продолжали сопротивление на подступах к Орлу, стремясь задержать советское наступление и обеспечить эвакуацию города. Широко развитая сеть заграждений, в особенности минные поля, затрудняла продвижение советских войск. Противник спешно эвакуировал свои части из Орла, вывозя награбленное имущество и угоняя в тыл местное население. 3 августа немцы начали взрывать в городе здания, промышленные предприятия и склады.
Белгородско-Харьковская стратегическая наступательная операция «Румянцев». (см. карту — Курская наступательная операция (440 КБ)) Началась Белгородско-Харьковская наступательная операция (кодовое наименование — «Полководец Румянцев») войск Воронежского (5-я и 6-я гвардейские армии, 5-я гвардейская и 1-я танковые армии) и Степного (53-я и 69-я армии, 1-й танковый и 1-й механизированный корпуса) фронтов во взаимодействии с войсками Юго-Западного фронта (57-я армия), продолжавшаяся до 23 августа.
Воронежский фронт. Артиллерийская подготовка началась в 5 часов утра. В 8 часов 5-я гвардейская армия (А. С. Жадов) и 6-я гвардейская армия (И. М. Чистяков) перешли в наступление и к середине дня продвинулись до 5 километров. Затем противник предпринял ряд контратак, замедливших продвижение советских войск. С 12 до 13 часов для прорыва главной полосы обороны с рубежа Драгунское, Березов были введены в бой передовые бригады 1-й и 5-й гвардейской танковых армий. Танкисты нанесли удар в направлении Ново-Александровка — Степное. Вместе с пехотинцами они разгромили немцев в главной оборонительной полосе и вышли в районе Томаровки ко второй полосе обороны противника, где встретили сильное сопротивление. В то же время 32-я танковая бригада 29-го танкового корпуса и 110-я танковая бригада 18-го танкового корпуса прорвали вторую полосу обороны и перерезали железную дорогу Томаровка — Белгород. Во вражеской обороне образовался коридор, в который были введены 1-я танковая армия (М. Е. Катуков) и 5-я гвардейская танковая армия (П. А. Ротмистров). 5-я гвардейская танковая армия прорвала немецкую оборону на глубину 26 км и к концу дня достигла района Саенков, Добрая Воля.
К исходу 3 августа 1-я танковая армия (М. Е. Катуков) углубились внутрь обороны противника на 12 км. Передовые части вышли на рубеж восточная окраина Томаровка, Домнин. Оставив для блокирования Томаровки с востока часть мотопехоты с танками, 1-я танковая армия продолжала развивать наступление на юго-запад в направлении Калинина, Кулешовка. На исходе дня к Томаровке с севера подошли стрелковые части 6-й гвардейской армии (И. М. Чистяков). 5-я гвардейская армия (А. С. Жадов) и 6-я гвардейская армия (И. М. Чистяков), завершив прорыв главной полосы обороны немцев и продвинувшись на 8—12 км, вышли, на рубеж Бутово, Красный Острожек, Степное северная окраина Раково.
Степной фронт (И. С. Конев). 53-я армия (И. М. Манагаров) и 69-я армия (В. Д. Крючёнкин) атаковали сильно укреплённый рубеж противника севернее Белгорода. В 15 часов, чтобы ускорить прорыв обороны немцев, в бой был введён 1-й гвардейский механизированный корпус (М. Д. Соломатин), который сломил сопротивление противника и завершил прорыв его главной оборонительной полосы. К концу дня войска Степного фронта достигли рубежа Терновка, северная окраина Петропавловки, продвинувшись на 7—9 км.
Операция «Рельсовая война». В ночь на 3 августа 1943 года партизаны Белоруссии, Ленинградской, Калининской, Смоленской, Орловской областей и часть украинских партизан (всего 167 бригад и отдельных отрядов, около 100 тысяч человек) нанесли мощный удар по железнодорожным коммуникациям противника. В первый же день было совершено более 42 тысяч подрывов рельсов. Уничтожение рельсов продолжалось и в последующие дни. К середине августа партизаны Белоруссии произвели 94,5 тыс. подрывов рельсов, Ленинградской области — 3,2 тыс., Калининской — 7,2 тыс., Смоленской —8,3 тыс., Орловской —13,7 тыс., Украины— 7 тыс. Всего было подорвано свыше 133 тыс. рельсов, что составляло около 800 километров железнодорожного пути в одну колею. Операция продолжалась до 15 сентября. (стр. 467)
Совинформбюро. В течение 3 августа наши войска на Орловском направлении продолжали наступление, продвинулись на отдельных участках от 6 до 10 километров, заняли свыше 50 населённых пунктов и среди них железнодорожные станции Домино (11 километров восточнее Орла), Пилатовка, Стишь (8 километров юго-восточнее Орла). На Белгородском направлении — усиленные поиски разведчиков и бои местного характера. В Донбассе, в районе юго-западнее Ворошиловграда, противник, в результате понесённых крупных потерь, свои атаки прекратил. На Ленинградском фронте, в районе севернее и восточнее Мга, — поиски разведчиков и интенсивная артиллерийско-миномётная перестрелка с обеих сторон.

## 4 августа1943 года. 774-й день войны
Орловская наступательная операция. Брянский фронт. В ночь на 4 августа 63-я армия (В. Я. Колпакчи) начала штурм Орла, нанося удары с юга и с востока. На рассвете 4 августа части 5-й стрелковой дивизии Михалицына ворвались в город с востока. Одновременно с ними в Орёл вошли части 380-й стрелковой дивизии Кустова 3-й армии (А. В. Горбатов). 129-я стрелковая дивизия Панчука завязала бои на южной окраине города. Весь день 4 августа шли напряжённые уличные бои. К вечеру удалось очистить от противника восточную часть Орла. Передовые подразделения форсировали р. Ока и ворвались в западную часть города. Пока шли уличные бои, правое крыло 3-й армии (А. В. Горбатов) прорвало сильно укреплённый оборонительный рубеж противника на р. Неполодь и обошло город с запада. Левое крыло 63-й армии (В. Я. Колпакчи) ударом с юга на Саханский завершило окружение орловской группировки немцев.
Белгородско-Харьковская наступательная операция. Воронежский фронт. C утра 4 августа стрелковые части 6-й гвардейской армии (И. М. Чистяков) повели наступление на Томаровку с севера. В результате упорных боёв к исходу дня советские войска ворвались на северную окраину Томаровки и обошли её с запада, прорываясь внутрь узла сопротивления между Томаровкой и Старой Глинкой. Одновременно наступая вдоль восточного берега р. Ворскла, части 6-й гвардейской армии завязали бои на северо-восточной окраине Томаровки.
В ночь на 4 августа соединения 8-го гвардейского механизированного корпуса прорвали вторую полосу обороны противника в районе Домнино и начали стремительно продвигаться на юг. Во второй половине дня 4 августа 11-й гвардейский танковый корпус был выведен из-под Томаровки и направлен вслед за 8-м гвардейским механизированным корпусом.
Степной фронт. После прорыва главной оборонительной полосы противника севернее Белгорода 69-я армия (В. Д. Крюченкин) к исходу 4 августа вышла на рубеж Оскочное, Чёрная Поляна. К этому времени правофланговые части 7-й гвардейской армии (М. С. Шумилов) в результате упорного боя ликвидировали Михайловский плацдарм немцев и вышли на восточный берег р. Северный Донец восточнее города. Передовые соединения армии из района Старый Город переправились через реку и завязали бои на северо-восточной окраине Белгорода. К исходу 4 августа немецкое командование, почувствовав угрозу окружения белгородской группировки войсками Воронежского фронта, начало отвод своих войск.
Совинформбюро. В течение 4 августа наши войска на Орловском направлении продолжали успешно развивать наступление и, продвинувшись вперёд от 6 до 10 километров, ворвались в Орёл, где ведут уличные бои с противником. Нашими войсками на Орловском направлении за день боёв занято свыше 80 населённых пунктов, в том числе железнодорожные станции Стальной Конь (6 километров севернее Орла) и Светлая Жизнь (4 километра южнее Орла). На Белгородском направлении наши войска завязали бои с противником, продвинулись вперёд на 10 километров и серьёзно улучшили свои позиции. В Донбассе, в районе юго-западнее Ворошиловграда, наши войска вели бои местного значения, в результате которых улучшили свои позиции. На Ленинградском фронте, в районе севернее и восточнее Мга — артиллерийско-миномётная перестрелка с обеих сторон.

## 5 августа1943 года. 775-й день войны
Орловская наступательная операция. Брянский фронт. 5 августа в 05-45 советские войска полностью освободили Орёл, а к исходу дня 3-я армия (А. В. Горбатов) и 63-я армия (В. Я. Колпакчи) вышли на рубеж Бакланово, Крестьянин, Саханский, Бол. Быстрая.
Белгородско-Харьковская наступательная операция. Воронежский фронт. Утром 5 августа перешли в наступление 27-я армия (С. Г. Трофименко) и 40-я армия (К. С. Москаленко). Прорвав немецкую оборону на участке по фронту в 26 км (Высокий, Солдатское), армии к исходу дня продвинулись на 8—16 км и достигли рубежа Староселье, Косилово, Ивановская Лисица, Казачья Лисица, Никитское. (стр. 68)
1-я танковая армия (М. Е. Катуков) 5 августа окружила в районе Томаровки и почти полностью уничтожила 19-ю немецкую танковую дивизию.
К исходу дня 1-я танковая армия с боями вышли на рубеж Климов, Александровка, Одноробовка, Городок. 5-я гвардейская танковая армия (П. А. Ротмистров) достигла района Ворожбиты, роща севернее селения Щетиновка, Верзунки. 5-я гвардейская армия (А. С. Жадов), используя успех, достигнутый танковыми соединениями, вышла на рубеж юго-восточная окраина Стригуны, Кулешовка, Гомзино, Орловка, Степь.
6-я гвардейская армия (И. М. Чистяков) весь день 5 августа вела ожесточённые бои внутри узла сопротивления в Томаровке. Часть сил прорвались к центральной части населённого пункта, остальные соединения продолжали обходить Томаровку с запада. К 17 часам советские войска вели бои в районе центральной площади селения и вышли на юго-западную окраину Томаровки. Одновременно части армии подошли к юго-восточной окраине. Немецкий гарнизон оказался в полуокружении. Под прикрытием темноты немцы отступили на Борисовку. К исходу 5 августа 6-я гвардейская армия овладела рубежом Зыбино, Мощеное, Томаровка.
Степной фронт. 53-я армия (И. М. Манагаров), прорвав за два дня боёв ещё два оборонительных рубежа противника, к исходу 5 августа вела бой в районе Водяное, Красное. 1-й гвардейский механизированный корпус (М. Д. Соломатин) вёл бои по ликвидации Стрелецкого и Болховецкого узлов сопротивления. К исходу дня корпус прорвался в район Грязное, Репное и перерезал шоссе и железную дорогу, соединяющие Белгород с Харьковом.
С утра 5 августа начались бои за Белгород. 69-я армия (В. Д. Крюченкин) штурмовала город с севера и северо-запада, частью сил обходя город с запада. К вечеру, заблокировав все выходы из города на запад, она достигла его южной окраины. 7-я гвардейская армия (М. С. Шумилов), отразив в течение 5 августа контратаки противника, на ряде участков форсировала р. Северский Донец и вклинилась в оборону немцев на западном берегу. Во второй половине дня части армии ворвались в юго-восточные кварталы Белгорода. К 18 часам город в основном уже находился в руках наших войск. Уличные бои по ликвидации оставшихся очагов сопротивления продолжались всю ночь.
Москва. Вечером 5 августа в Москве был произведен первый за время войны артиллерийский салют двенадцатью залпами из 124 орудий в честь войск Центрального, Воронежского, Брянского, Западного и Степного фронтов, доблестно выполнивших свои боевые задачи и освободивших Орёл и Белгород, за которыми закрепилось название «Город первого салюта». Приказом Верховного Главнокомандующего № 2 особо отличившимся в боях частям и соединениям присвоены почётные наименования «Орловских» и «Белгородских».
Совинформбюро. 5 августа наши войска после ожесточённых уличных боёв овладели городом и железнодорожным узлом — Орёл. Северо-западнее, южнее и юго-западнее Орла наши войска за день боёв заняли свыше 30 населённых пунктов. Того же 5 августа наши наступающие войска после упорных боёв овладели городом Белгород… В Донбассе, в районе юго-западнее Ворошиловграда, продолжались бои местного значения. На Ленинградском фронте, в районах севернее и восточнее Мга, — усиленные поиски разведчиков.

## 6 августа1943 года. 776-й день войны
Западный фронт (В. Д. Соколовский).
Командование Западного фронта провело разведку боем с целью установить, не отвёл ли противник свои войска с первой позиции, и уточнить систему его огня. 5-я, 10-я гвардейская, 33-я и 50-я армии вели разведку передовыми батальонами, которые были выделены от каждой стрелковой дивизии первого эшелона. Действия каждого батальона поддерживались одним-двумя артиллерийскими дивизионами. Противник оказывал упорное сопротивление, и лишь на отдельных участках нашим подразделениям удалось овладеть первой траншеей, но дальше продвинуться они не могли. Опираясь на новые разведданные, командование уточнило задачи артиллерийской подготовки.
Орловская наступательная операция. Брянский фронт. 11-я гвардейская армия (И. X. Баграмян) начала наступление на Хотынец с северо-запада и юго-востока, стремясь окружить и уничтожить оборонявшуюся там группировку противника. Прорыв начался утром 6 августа с разведки боем. В 12 часов началась мощная артиллерийская и авиационная подготовка, а через час войска армии двинулись вперед. Обходными манёврами был захвачен ряд населённых пунктов, превращенных противником в узлы сопротивления. После преодоления первой позиции были введены танковые корпуса. Они завершили прорыв всей первой полосы обороны противника, но перед второй полосой были остановлены сильным огнём противотанковых орудий и закопанных в землю танков.
Центральный фронт. 6 августа войска Центрального фронта, поддерживаемые 3-й гвардейской танковой армией (П. С. Рыбалко), освободили город Кромы.
Белгородско-Харьковская наступательная операция. Воронежский фронт. Ночью на 6 августа 6-я гвардейская армия (И. М. Чистяков) продолжала бои по очищению Томаровки от засевших в ней отдельных групп противника. К утру 6 августа томаровский узел был полностью освобождён от немцев. Наступая с рубежа Зыбино, Томаровка, к исходу дня части армии вышли на рубеж Крюково, северо-восточная опушка Заповедника (лесной заповедник на р. Ворскла), северная часть Борисовки. Частью сил наступая вдоль р. Ворскла, советские войска заняли Берёзовку и подошли к северо-восточной и восточной окраине Борисовки. К исходу дня войска армии блокировали Борисовку с юго-востока и перехватили дорогу Борисовка — Головчино южнее Новоборисовки. Противник, оборонявший борисовский узел, оказался окруженным со всех сторон.
40-я армия (К. С. Москаленко), сломив сопротивление противника на всём фронте, вышла на рубеж Краснополье, Поповка, Славгородок. 27-я армия (С. Т. Трофименко) после ликвидации группировки противника в районе Борисовки, Головчино, развивая наступление на юго-запад вдоль р. Ворскла, овладели районом Б. Писаревка — важным узлом шоссейных дорог и крупным центром сопротивления немецкой обороны. К исходу 6 августа части армии заняли Хотмыжск.
1-я танковая армия (М. Е. Катуков) к середине дня 6 августа продвинулась на 50 километров. 5-я гвардейская танковая армия (П. А. Ротмистров) к исходу 6 августа овладели важным неприятельским узлом сопротивления Золочев, прикрывавшим Харьков с северо-запада, и ворвались в Казачью Лопань. В результате выхода наших войск в район Богодухова группировка противника, оборонявшая белгородско-харьковский плацдарм, оказалась рассечённой на две части.
Совинформбюро. В течение 6 августа наши войска на Брянском направлении, преодолевая сопротивление противника, продолжали наступление и, продвинувшись вперёд от 6 до 10 километров, заняли свыше 70 населённых пунктов, в том числе город Кромы на юге и населённые пункты Студенка, Гнездилово, Ждимер, Бобровка на севере.
4 августа наши войска, расположенные в районе севернее Белгорода, перешли в наступление на Харьковском направлении и, прорвав сильно укреплённую оборонительную полосу противника протяжением по фронту 70 километров, за три дня напряжённых боёв продвинулись вперёд от 25 до 60 километров и заняли свыше 150 населённых пунктов, в том числе город и железнодорожную станцию Золочев, районный центр и железнодорожную станцию Томаровка, районный центр и железнодорожную станцию Казачья Лопань и железнодорожные станции Куликовка, Новоборисовка, Хотмыжск, Казачёк, Одноробовка.
В Донбассе, в районах юго-восточнее Изюма и юго-западнее Ворошиловграда, велись разведывательные поиски. На Ленинградском фронте, в районах северо-западнее и восточнее Мга, проводились усиленные поиски разведчиков и интенсивная артиллерийско-миномётная перестрелка с обеих сторон.

## 7 августа1943 года. 777-й день войны
Смоленская наступательная операция. (см. карту — Смоленская наступательная операция (278 КБ)) Началась Смоленская наступательная операция (кодовое наименование 7—27 августа — «Суворов-1») войск Западного (31, 5, 10-я гвардейская, 33, 49, 10, 68 и 21-я армии, 5-й механизированный корпус, 2-й гвардейский танковый корпус, 6-й и 2-й гвардейский кавалерийский корпус, 1-я воздушная армия) и левого крыла Калининского (4-я Ударная, 43-я и 39-я армии, 5-й гвардейский стрелковый корпус, 3-й гвардейский кавалерийский корпус, 3-я воздушная армия) фронтов, продолжавшаяся до 2 октября 1943 года.
Западный фронт. После артиллерийской подготовки, продолжавшейся 1 час 50 минут, 5-я армия (В. С. Поленов), 10-я гвардейская армия (К. П. Трубников) и 33-я армия (В. Н. Гордов) 7 августа 1943 года в 6 часов 30 минут перешли в наступление из района восточнее Спас-Деменска в направлении Рославля. Несмотря на неблагоприятные метеорологические условия, авиация 1-й воздушной армии активно поддерживала наступление наземных войск. Бои в главной полосе сразу же приняли напряжённый и затяжной характер. Противник предпринимал одну контратаку за другой, поддерживая их массированным огнём орудий и миномётов. Преодолевая упорное сопротивление фашистов и отбивая контратаки пехоты и танков, войска ударной группировки фронта продвинулись к исходу 7 августа на направлении главного удара на 4 км. Во второй половине дня 7 августа 68-я армия (Е. П. Журавлев) начала выдвигаться на рубеж ввода в сражение. Удар двух дивизий этой армии в полосе 10-й гвардейской армии с рубежа севернее Шимени не привел к успеху. Незначительных результатов достиг и ввод в бой остальных сил 68-й армии. (стр. 81)
Орловская наступательная операция. Брянский фронт. В ночь на 7 августа 11-я гвардейская армия (И. X. Баграмян) продолжала наступление и заняла ещё шесть населённых пунктов.
Белгородско-Харьковская наступательная операция. Воронежский фронт. В 2 часа 7 августа 6-я гвардейская армия (И. М. Чистяков) атаковала Борисовку с востока, юго-востока и юга и выбили из неё противника. Немцы отступили на юг и во второй половине ночи сосредоточились в районе Зозули, Никольский, Головчино, просочившись в промежутки между советскими частями. Противник решил прорываться из окружения небольшими группами пехоты, усиленными миномётами и танками. В период с 3 до 13 часов 7 августа советские войска отразили шесть попыток противника прорвать фронт нашей обороны. К исходу дня 7 августа окружённая немецкая группировка была полностью ликвидирована.
40-я армия (К. С. Москаленко) наступала в направлении Боромля и к исходу 7 августа вышла на рубеж Краснополье, Поповка, Славгородок. 27-я армия (С. Т. Трофименко) освободила Грайворон и продвигалась в направлении на Ахтырку. Стремясь избежать окружения западнее Грайворона, остатки 255, 332, 57-й пехотных и 49-й танковой дивизий врага начали отход на запад по единственной оставшейся свободной дороге. Противник пытался замаскировать свой отход. С этой целью немецкие истребители, сменяя друг друга, непрерывно пикировали на колонну, создавая впечатление, что по дороге движутся части Красной Армии. Этот прием чуть было не ввел в заблуждение командование 27-й армии. Артиллерийским огнём и атаками с воздуха колонна была уничтожена. Фронт обороны немецкой 4-й танковой армии восточнее Ахтырки удерживали остатки моторизованной дивизии «Великая Германия» и части 19, 11 и 7-й танковых дивизий.
1-я танковая армия (М. Е. Катуков) к исходу 7 августа в результате стремительного манёвра ворвались в один из важнейших центров сопротивления немцев в оперативной глубине и крупный узел дорог — город Богодухов, пройдя с боями за пять дней операции свыше 100 км и оторвавшись от стрелковых соединений на 25—40 км. В районе Богодухова войсками армии были захвачены большие запасы горючего, позволившие заправить все машины соединения, а также крупный склад с военным имуществом.
5-я гвардейская армия (А. С. Жадов) и 5-я гвардейская танковая армия (П. А. Ротмистров) освободили Казачью Лопань и Золочев — крупные опорные пункты, прикрывающие Харьков с северо-запада. К исходу 7 августа советские войска вышли в район Наумовка, Ольховатка, прочно обеспечивая правый фланг Степного фронта с запада.
Степной фронт. К исходу 7 августа войска Степного фронта, прорвав пять оборонительных рубежей противника, углубились в расположение противника на 60—65 км. Советские войска подошли к тыловому оборонительному рубежу, проходившему через Богодухов, Золочев, Казачья Лопань, Журавлёвка, Весёлое и прикрывавшему Харьков с севера и северо-востока.
Совинформбюро. ЛИКВИДАЦИЯ ОРЛОВСКОГО ПЛАЦДАРМА НЕМЦЕВ И ВЗЯТИЕ СОВЕТСКИМИ ВОЙСКАМИ ГОРОДОВ ОРЛА И БЕЛГОРОДА.
В результате упорных наступательных боёв войска Брянского фронта, при содействии с флангов войск Западного и Центрального фронтов разгромили отборные части немецкой армии, сосредоточенные германским командованием в районе Орла, ликвидировали Орловский плацдарм врага и 5 августа заняли город Орёл, в течение почти двух лет находившийся в руках немецких оккупантов. В этот же день, 5 августа, войска Степного и Воронежского фронтов прорвали фронт противника и овладели городом Белгород.
Вся эта операция, блестяще осуществлённая Красной Армией по плану Верховного Главнокомандования, распадается на два этапа:
1. Успешная ликвидация нашими войсками летнего наступления немецко-фашистских войск, начатого ими 5 июля с. г. на Орловско-Курском и Белгородско-Курском направлениях с целью окружить и уничтожить советские войска, находящиеся в Курском выступе, и занять Курск.
2. Успешное наступление Красной Армии на Орловском и Белгородском направлениях, завершившееся поражением Орловской и Белгородской группировки противника и занятием нашими войсками городов Орла и Белгорода…
В течение 7 августа наши войска на Брянском направлении продолжали наступление и, продвинувшись вперёд от 10 до 12 километров, заняли свыше 100 населённых пунктов и среди них Парамоново, Юшково, Красный, Шамордино (16 километров западнее Орла), Ледна, Белоколодец, Себякино, Апальково, Должники, Гнездилово (23 километра юго-западнее Кромы) и железнодорожную станцию Саханская (8 километров юго-западнее Орла). На Харьковском направлении наши войска, преодолевая сопротивление противника, продолжали успешно развивать наступление и, продвинувшись вперёд от 10 до 15 километров, заняли более 70 населённых пунктов, в том числе город Грайворон, районный центр Борисовка, крупные населённые пункты Мезеневка, Дорогощ, Козинка, Сенное, Малая Писаревка, Уды, Микояновка, Бродок, Пуляевка и железнодорожные станции Долбино, Толоконное.

## 8 августа1943 года. 778-й день войны
Смоленская наступательная операция. Западный фронт. Утром 8 августа наступление на спас-деменском направлении возобновилось, однако и в этот день достичь существенных результатов не удалось. Ожесточенное сопротивление противника и тяжелые условия лесисто-болотистой местности сказывались на темпах продвижения. Немецкое командование ввело в сражение переброшенные сюда с орловского направления 2-ю танковую, 36-ю и 56-ю пехотные дивизии. Отражая контратаки противника, наступающие советские войска овладели Замошье, Гнездилово, Слузна. 5-й армии в течение первых двух дней боев удалось вклиниться в оборону противника в районе Секарево на 2-4 км.
Утром 8 августа в наступление на ярцевском направлении перешли соединения 31-й армии (В. А. Глуздовский). Продвижение было незначительным, войска вели напряжённые бои в главной полосе обороны противника, отражая контратаки немецкой 18-й моторизованной дивизии, прибывшей из района Смоленска.
Орловская наступательная операция. Брянский фронт. 8 августа части левого крыла фронта окружили и уничтожили крупный вражеский гарнизон в Нарышкино. 11-я гвардейская армия (И. X. Баграмян), отражая контратаки немецких 10-й и 29-й моторизованных дивизий, прорвала второй рубеж обороны и вышла на ближние подступы к Хотынцу с севера и востока.
Белгородско-Харьковская наступательная операция. Воронежский фронт. 38-я армия (H. E. Чибисов) перешла в наступление в общем направлении Краснополье, Верхняя Сыроватка. Попытка прорвать фронт противника 8 августа успеха не имела.
40-я армия (К. С. Москаленко) с утра 8 августа возобновила наступление, преследуя остатки 57-й и 332-й пехотных и 11-й танковой дивизий. К исходу дня части армии продвинулись дальше на 8—15 км и овладели районом Жигайловка, Печины, Ницаха.
Для усиления этого направления немцы во второй половине дня ввели в сражение части 7-й танковой дивизии.
27-я армия (С. Т. Трофименко) с утра 8 августа продолжала преследовать по обоим берегам р. Ворскла остатки 255-й пехотной дивизии и вела бои с частями танковой дивизии СС «Великая Германия», прикрывающими ахтырское направление.
1-я танковая армия (М. Е. Катуков) окончательно очистила Богодухов от противника. Немцы бросили на город эскадрильи бомбардировщиков, обрушивших бомбы в первую очередь на склады горючего. 8 августа 1-я танковая армия вела бои севернее Богодухова с отдельными крупными группами противника, разгромленного под Томаровкой, Борисовкой, Головчино, и юго-восточнее города — с частями танковой дивизии СС «Рейх», 3-й танковой дивизии и остатками 19-й танковой дивизии. Противник предпринял несколько контратак, которые были отбиты.
8 августа 5-я гвардейская армия (А. С. Жадов) и 5-я гвардейская танковая армия (П. А. Ротмистров) вели упорные бои с противником, занимавшим оборону на рубеже Золочев, Казачья Лопань и неоднократно контратаковавшим советские части.
Совинформбюро. В течение 8 августа наши войска на Брянском направлении продолжали развивать наступление и, продвинувшись вперёд от 6 до 12 километров, заняли свыше 130 населённых пунктов, в том числе районный центр и железнодорожную станцию Нарышкино (20 километров западнее Орла), железнодорожную станцию Бедноты (28 километров западнее Орла), крупные населённые пункты Клеменово, Мощёное, Красные Рябинки, Бабикова, Лебёдка, Воробьёвка, Алмазово, Верхняя Боевка, Хмелевая (19 километров северо-западнее Кромы).
На Харьковском направлении наши войска продолжали успешно развивать наступление и, продвинувшись вперёд от 12 до 15 километров, заняли свыше 60 населённых пунктов, в том числе город Богодухов, районный центр и железнодорожную станцию Краснополье, районный центр Большая Писаревка и крупные населённые пункты Жигайловка, Тарасовка, Ямное, Купьеваха, Крысино, Должик (26 километров северо-западнее Харькова), Петровка, Черемошное.

## 9 августа1943 года. 779-й день войны
Орловская наступательная операция. Брянский фронт. В течение 9 августа 36-й и 8-й гвардейские стрелковые корпуса 11-й гвардейской армии (И. X. Баграмян),
совместно с 1-м танковым корпусом наступали на станцию Хотынец. В 14 часов советские войска перерезали железную дорогу. 36-й гвардейский стрелковый корпус ворвался на западную окраину Хотынца. Под угрозой полного окружения немцы начали отступать на Карачев.
Белгородско-Харьковская наступательная операция. Воронежский фронт. 38-я армия (H. E. Чибисов) 9 августа вклинились вглубь обороны противника на 3—5 км.
40-я армия (К. С. Москаленко) продвинулась с боем на 4—5 км и овладела неприятельским узлом сопротивления Чернетчина. Танкисты генерала Буркова прорвали вражескую оборону и, пройдя до 20 км, к исходу дня заняли Тростянец — крупный узел шоссейных дорог. С занятием Тростянец была перерезана рокадная шоссейная дорога Сумы — Боромля — Ахтырка.
27-я армия (С. Т. Трофименко) к исходу 9 августа вышла на рубеж Кириковка, северная и восточная окраины Старая Рябина, Купьеваха.
1-я танковая армия (М. Е. Катуков) и 5-я гвардейская армия (А. С. Жадов), вышедшая на рубеж Богодухов, Мироновка, форсировали р. Мерла и заняли населённые пункты Мурафа, Хрущевая Никитовка, Александровка. Противник организовал оборону по р. Мерчик и остановил дальнейшее продвижение советских частей.
5-я гвардейская армия (А. С. Жадов) и 5-я гвардейская танковая армия (П. А. Ротмистров) отразили многочисленные контратаки танков противника и к исходу дня вышли на рубеж Б. Рогозянка, Мироновка. На этом рубеже противник вновь сумел организовать оборону.
Степной фронт. 9 августа 53-я армия (И. М. Манагаров), 69-я армия (В. Д. Крюченкин) и 7-я гвардейская армия (М. С. Шумилов), прорвав тыловой оборонительный рубеж немцев на участке Казачья Лопань, Журавлевка, Весёлое, вышли на рубеж Слатино, Липцы, Весёлое.
57-я армия (Н. А. Гаген) Юго-Западного фронта включена в состав Степного фронта. 9 августа 57-я армия форсировала р. Северный Донец в районе Рубежное и к исходу дня, прорвав оборону противника, вышла на фронт Перемога, Старый Салтов.
Совинформбюро. В течение 9 августа наши войска на Брянском направлении, преодолевая сопротивление противника, продолжали наступление и, продвинувшись вперед от 6 до 12 километров, заняли свыше 80 населённых пунктов и среди них крупные населённые пункты: Коневка, Меловое (40 километров западнее Орла), Кривцово, Борщёвка, Дубрава, Кирово (22 километра западнее Кромы) и железнодорожную станцию Шахово (34 километра западнее Орла).
На Харьковском направлении наши войска продолжали успешно развивать наступление и, продвинувшись вперёд от 15 до 25 километров, заняли свыше 100 населённых пунктов, в том числе город и железнодорожную станцию Тростянец, железнодорожные станции Купьеваха, Максимовка, Черноглазовка, Цуповка, Слатино (19 километров севернее Харькова) и крупные населённые пункты Солдатское, Катанское, Мурафа, Александровна, Хрущевая Никитовка (48 километров западнее Харькова), Камышеваха, Малые Проходы, Муром, Терновая, Рубежное (40 километров северо-восточнее Харькова, на западном берегу Северного Донца)…

## 10 августа1943 года. 780-й день войны
Смоленская наступательная операция. Западный фронт. 31-я армия (В. А. Глуздовский) использовала для прорыва обороны противника 42-ю гвардейскую танковую бригаду. Противник обнаружил подход танков к переднему краю и в течение 14 часов обстреливал район сосредоточения бригады. Переход с утра 10 августа в наступление советских войск на этом направлении не привел к успеху. Пехота и танки понесли большие потери.
10-я армия (В. С. Попов) на четвёртый день операции прорвала оборону врага севернее Кирова. Командование Западного фронта усилило эту армию 5-м механизированным корпусом. Ему была поставлена задача перехватить Варшавское шоссе и удержать его до подхода стрелковых частей. Однако, встретив неожиданно сильное сопротивление противника, части корпуса втянулись в затяжные бои. Из-за плохо организованной в корпусе противовоздушной обороны вражеской авиации удалось нанести ему значительные потери.
Орловская наступательная операция. Брянский фронт. 11-я гвардейская армия (И. X. Баграмян) в 7 часов 10 августа очистила Хотынец от врага. Передовые части армии продолжали преследовать противника.
Белгородско-Харьковская наступательная операция. Воронежский фронт. 38-я армия (H. E. Чибисов) 10 августа, прорвав всю глубину обороны противника на фронте до 20 км, к исходу дня вышли на рубеж Железняк, Большой Бобрик и завязала бои за важный узел неприятельской обороны Верхняя Сыроватка.
27-я армия (С. Т. Трофименко), обойдя селения Старая Рябина и Яблочное с северо-запада и с юга, разгромили гарнизоны этих пунктов и тем самым открыли пути для дальнейшего наступления на Ахтырку и Котельву.
1-я танковая армия (М. Е. Катуков) весь день 10 августа вела ожесточённые бои на р. Мерчик. Немецкое командование усилило свою группировку на этом направлении танковой дивизией СС «Мёртвая голова». Во второй половине дня советским частям удалось овладеть переправами через р. Мерчик и захватить небольшие плацдармы на южном её берегу в районах селений 10-я и 11-я Сотня, Шаровка, Александрова. 10 августа армия получила новый приказ: резко повернуть на юг, развивать наступление на станцию Валки с тем, чтобы перерезать железную и шоссейную дороги Харьков — Полтава.
Степной фронт. 57-я армия (Н. А. Гаген) штурмом овладела крупным узлом сопротивления Печенеги и к исходу дня вышла на рубеж Непокрытое, Большая Бабка, Кицевка. Перед войсками Степного фронта стала задача прорыва внешнего харьковского оборонительного обвода, проходившего по линии Дергачи, Черкасская Лозовая, Циркуны, южный берег озера восточнее Циркуны, Прелестный, Лосево, Васищево, Яковлевка, Южный, Коротич, Куряжанка.
Совинформбюро. В течение 10 августа наши войска на Брянском направлении, преодолевая сопротивление противника, продолжали наступление, заняли свыше 30 населённых пунктов и среди них районный центр и железнодорожную станцию Хотынец (26 километров восточнее Карачева).
На Харьковском направлении наши войска продолжали успешно развивать наступление и, продвинувшись вперёд от 8 до 12 километров, заняли свыше 70 населённых пунктов, в том числе районный центр Липцы (20 километров северо-восточнее Харькова), районный центр Старый Салтов, районный центр Печенеги, крупные населённые пункты Большой Бобрик (22 километра юго-восточнее Сумы), Боромля, Кириковка, Козьевка, Шаровка, Большая Рогозянка, Большие Проходы, Весёлое, Пятницкое (35 километров восточнее Харькова, на западном берегу Северного Донца) и железнодорожные станции Скряговка, Кириковка, Спицин, Гуты, Гавриши, Рогозянка (22 километра северо-западнее Харькова).

## 11 августа1943 года. 781-й день войны
Смоленская наступательная операция. Западный фронт. 10-я армия (В. С. Попов) в течение 11 августа расширила прорыв до 10 км по фронту и в глубину. Армия была усилена 49, 326 и 212-й стрелковыми дивизиями из 50-й армии, 64-й стрелковой дивизией и 43-й гвардейской танковой бригадой из резерва фронта.
Белгородско-Харьковская наступательная операция. Воронежский фронт.
38-я армия (H. E. Чибисов) и 40-я армия (К. С. Москаленко) с 11 по 16 августа вели упорные бои с частями 88-й и 75-й дивизий и остатками 332-й, 255-й и 57-й пехотных, 11-й и 19-й танковых дивизий. 40-я армия (К. С. Москаленко) на левом фланге вела упорные бои в районе станции Боромля, Тростянец, отбивая ожесточённые атаки танковой дивизии СС «Великая Германия», брошенной немецким командованием в бой из района Ахтырка. 11 августа танкисты Полубоярова ворвались на восточную окраину Ахтырки и завязали ожесточённые бои на улицах города.
27-я армия (С. Т. Трофименко) к исходу 11 августа вышла на рубеж Петровский, Высокое, Пархомовка, Краснокутск, пройдя за четыре дня расстояние свыше 50 км. Танкисты Кравченко ворвались в Котельву и 12 августа полностью овладели ей.
1-я танковая армия (М. Е. Катуков) с утра 11 августа возобновила наступление южнее Богодухова. К 6 часам утра советскими танкистами был прорван рубеж Червоный Прапор, Марьино. В 9 часов танковые соединения ворвались в Алексеевку, Высокополье, на станцию Ковяги, перерезав железную дорогу Харьков — Полтава, и сразу же подверглись здесь контратаке танков и пехоты противника из района Валки, Коломак. Контратака была отбита. В 18 часов противник вновь перешёл в наступление. Противнику удалось в результате ударов, наносимых частями танковой дивизии СС «Мёртвая голова» из района Константиновка и частями танковой дивизии СС «Рейх» из района Новый Мерчик по населённому пункту Шаровка, выйти в тыл частей 1-й танковой армии, прорвавшихся к железной дороге в районе Высокополье. Врагу удалось отрезать 112, 49 и 1-ю гвардейскую бригады от главных сил и отбросить их от железной дороги Харьков — Полтава к реке Мерчик.
Степной фронт. В ночь на 11 августа командующий Степным фронтом отдал приказ о прорыве харьковского внешнего оборонительного обвода и о развитии в дальнейшем наступления с целью овладения Харьковом. Весь день советские войска вели ожесточённые бои с врагом, упорно оборонявшим опорные пункты и узлы сопротивления, расположенные севернее оборонительного обвода и прикрывавшие подступы к нему.
53-я армия (И. М. Манагаров) и 69-я армия (В. Д. Крюченкин) к наступлению темноты с упорными боями вышли на фронт Мищенков, северная окраина Алексеевка, совхоз имени 1З лет РККА, северная окраина Циркуны.
7-я гвардейская армия (М. С. Шумилов) вышла к северо-восточной окраине Циркуны, к селению Ключкин и к совхозу Кутузовка.
57-я армия (Н. А. Гаген), преодолев второй оборонительный рубеж противника, проходивший через пункт Непокрытая, Большая Бабка, Тетлега, Каменная Яруга, и захватив крупные узлы сопротивления немцев — Зарожное и город Чугуев, вышла на фронт Червона Роганка, Каменная Ярута. Армия подошла к промежуточному рубежу, прикрывавшему Харьков с востока.
Совинформбюро. В течение 11 августа наши войска на Брянском направлении продолжали наступление и, продвинувшись вперёд от 6 до 10 километров, заняли свыше 70 населённых пунктов и среди них районный центр Сосково, крупные населённые пункты Алексеевка (18 километров восточнее Карачева), Богородицкое, Яхонтово, Пятницкое, Хотьково, Мыцкое.
На Харьковском направлении наши войска продолжали успешно развивать наступление и, продвинувшись вперёд от 15 до 20 километров, заняли свыше 50 населённых пунктов, в том числе город Ахтырка, город Краснокутск, крупные населённые пункты Пархомовка, Алексеевка, Высокополье, Ковяги, Русское Лозовое, Русские и Черкасские Тишки (12 километров северо-восточнее Харькова), Непокрытая, Большая Бабка, Кочеток. Наши войска заняли также железнодорожные станции Водяная, Ковяги, перерезав в этом районе железную дорогу Харьков — Полтава.

## 12 августа1943 года. 782-й день войны
Смоленская наступательная операция. Западный фронт. 10-я армия (В. С. Попов), медленно продвигаясь вперед, к 12 августа создала угрозу окружения вражеской группировки в районе Спас-Деменска. Немецкое командование было вынуждено отвести свои войска из спас-деменского выступа в юго-западном направлении. 49-я армия (И. Т. Гришин) 12 августа начала преследование отходящего противника.
Орловская наступательная операция. Брянский фронт. После падения Хотынца важный узел дорог Карачев оставался последним оплотом врага на подступах к Брянску. Карачев расположен в низине и окружен холмами, которые в сочетании с близлежащими населёнными пунктами составляли естественную основу оборонительного рубежа. С утра 12 августа 11-я гвардейская армия (И. X. Баграмян) после короткой артиллерийской подготовки начала штурм карачевских оборонительных позиций. Противник непрерывно контратаковал, вводя все новые и новые резервы
Центральный фронт. Войска правого крыла Центрального фронта 12 августа овладели городом Дмитровск-Орловский и продолжали преследование противника на запад.
Белгородско-Харьковская наступательная операция. Воронежский фронт.
Утром 12 августа 1-я танковая армия (М. Е. Катуков) совместно с 22-м гвардейским стрелковым корпусом 6-й гвардейской армии (И. М. Чистяков) с целью разгрома прорвавшихся неприятельских войск и восстановления связи со своими частями в районе Высокополье нанесли удар из района Мурафа на Высокополье. 5-я гвардейская армия (А. С. Жадов) нанесла встречный удар на Новую Водолагу.
Танковые части в результате ночного боя к утру 12 августа выбили немцев из 10-й и 11-й Сотни и повели наступление на Червоный Прапор и Шаровку. 200-я танковая и 6-я мотострелковая бригады 6-го танкового корпуса 1-й танковой армии незаметно просочились в тыл немцев и вновь перерезали железную дорогу Харьков — Полтава. К исходу дня советские танкисты овладели Шаровкой, затем прорвались к своим частям, дравшимся в районе Высокополье. Основные силы армии были разбросаны на широком фронте, и мощного лобового удара на Александровку не получилось. Армии пришлось перейти к обороне в 20—30 километрах южнее Богодухова, на рубеже Марефа — Александровка. 31-й танковый корпус (Черниенко) прикрывал левый фланг 1-й танковой армии.
Противник силами 3-го танкового корпуса при мощной артиллерийской и авиационной поддержке стремился выбить советские войска с наспех оборудованных позиций. Все три корпуса 1-й танковой армии развернулись на переднем крае и, организовав подвижные засады на высотах, опушках рощиц, окраинах населённых пунктов, вели тяжелые изнурительные бои.
Степной фронт. 12 августа, начались бои на внешнем оборонительном обводе Харькова, охваченному войсками Степного фронта с севера и с востока. После мощной артиллерийской и авиационной подготовки советские войска атаковали неприятельские позиции.
53-я армия (И. М. Манагаров) к исходу дня захватила опорные пункты Шептушин, Замирцы и северную часть Дергачей, подойдя к ручью, разделявшему этот населённый пункт пополам.
69-я армия (В. Д. Крюченкин), отбив несколько ожесточённых контратак пехоты и танков, вышла на южную окраину Циркунов.
7-я гвардейская армия (М. С. Шумилов) 12 августа успеха не имела.
57-я армия (Н. А. Гаген), завершив прорыв второго оборонительного рубежа противника ликвидацией узла сопротивления Каменная Яруга, к исходу дня подошла к промежуточному оборонительному рубежу, проходившему по западному берегу р. Роганка.
Совинформбюро. В течение 12 августа наши войска на Брянском направлении продолжали развивать наступление и, продвинувшись вперёд от 10 до 12 километров, заняли свыше 100 населённых пунктов", в том числе город Дмитровск-Орловский и крупные населённые пункты Теребилово (10 километров севернее Карачева), Новая Деревня, Сумароково (7 километров восточнее Карачева), Вельяминово, Глинки, Молодовое, Робье, Титово, Лобки, Белочь, Валдыш и железнодорожную станцию Одринская.
На Харьковском направлении наши войска, преодолевая сопротивление и контратаки противника, продолжали наступление и заняли свыше 20 населённых пунктов, в том числе город Чугуев, районный центр Котельва и крупные населённые пункты Колонтаев, Любовка, Малая Рогозянка, Циркуны (8 километров северо-восточнее Харькова), Зарожное, Каменная Яруга.

## 13 августа1943 года. 783-й день войны
Смоленская наступательная операция. Калининский фронт (А. И. Ерёменко). В 7 часов 30 минут 13 августа 39-я армия (А. И. Зыгин) и 43-я армия (К. Д. Голубев) перешли в наступление. Их поддерживала авиация 3-й воздушной армии (Н. Ф. Папивин). Основной удар Калининский фронт наносил в направлении Духовщины. За два часа наступления советские войска прорвали первую и вторую позиции гитлеровцев на фронте 22 км и продвинулись на 4-5 км. Противник, прикрываясь мощными оборонительными сооружениями, оказывал упорное сопротивление на заранее подготовленных рубежах и в опорных пунктах. В течение первого дня он предпринял 24 контратаки при поддержке танков и авиации. В итоге пятидневных боев наступавшие войска смогли вклиниться в оборону врага лишь на 6—7 километров. Дальнейшие атаки успеха не имели.
Западный фронт. На главном направлении в районе Спас-Деменска вводом вторых эшелонов армий, а также 159-й и 156-й дивизий 68-й армии к исходу 13 августа удалось выйти на рубеж Мазово, Теренино, Потапово, продвинувшись на глубину 15-25 км.
33-я армия (В. Н. Гордов) завершила прорыв тактической зоны обороны противника в направлении Павлиново. 6-й гвардейский кавалерийский корпус, совершив ночной марш, к 10 часам 13 августа сосредоточился в районе восточнее Павлиново, а через 9 часов начал выдвигаться на рубеж ввода в прорыв. В 23 часа главные силы прошли рубеж Павлиново, Успех (5 км севернее Капустное). Противник воспользовался задержкой кавалерии, закрепился на промежуточном рубеже и оказал корпусу организованное сопротивление. Кавалеристы вынуждены были спешиться и вести бой в невыгодных условиях. Кавалерийские части вводились в бой по существу для прорыва сильно укреплённого оборонительного рубежа противника, что привело к большим потерям.
49-я армия (И. Т. Гришин), преследуя отходящего противника, в течение 13 августа продвинулась почти на 25 км и во взаимодействии с войсками 33-й армии освободила город и железнодорожную станцию Спас-Деменск.
5-й механизированный корпус, вошедший в состав 10-й армии (В. С. Попов), утром 13 августа после форсированного марша нанес удар в направлении Воронцово, Шуи. Противник успел отошедшими войсками занять оборону на заранее подготовленном промежуточном рубеже. Соединения и части корпуса неожиданно встретили организованное сопротивление немцев и втянулись в затяжные бои в районе южнее Тягаево. Противник воспользовался слабой организацией противовоздушной обороны корпуса и 13 августа 60 вражеских самолётов нанесли удар по боевым порядкам корпуса.
Орловская наступательная операция. Брянский фронт. В ночь на 13 августа немцы усилили свою карачевскую группировку 78-й штурмовой пехотной дивизией, пятьюдесятью танками и двумя бронепоездами. 11-я гвардейская армия (И. X. Баграмян),
не сумев в течение 12 и 13 августа овладеть командными высотами, начала обходить Карачев с севера и юга.
Белгородско-Харьковская наступательная операция. Воронежский фронт. Противник, подтянув дополнительно на богодуховское направление танковую дивизию СС «Викинг» и две пехотные дивизии, в период с 13 по 15 августа неоднократно возобновлял атаки с целью прорыва к городу.
Степной фронт. Войска фронта прорвали внешний оборонительный обвод и на ряде участков подошли вплотную к городскому обводу. Завязались бои на окраинах Харькова.
53-я армия (И. М. Манагаров), ликвидировав группировку противника, оборонявшую узел сопротивления в районе Дергачи, к наступлению темноты вышла на фронт Полевое, Северный Пост. Здесь советские войска вновь встретили упорное сопротивление немцев, занявших оборону в крупном лесном массиве. Северная опушка лесного массива и населённые пункты Семёновка, Зайчик, запиравшие основные дороги, ведущие в лес, были подготовлены противником к упорной обороне.
69-я армия (В. Д. Крюченкин) ликвидировала крупные неприятельские узлы сопротивления в районах Черкасское Лозовое, Большая Даниловка. Части армии вплотную подошли к северной окраине Харькова, вклинились в глубину городского обвода и захватили опорный пункт Сокольники.
7-я гвардейская армия (М. С. Шумилов), завершив прорыв внешнего обвода на участке Циркуны, Ключкин, развивала наступление в общем направлении на Лосево. Обходя Харьков с северо-востока и нанося удары по флангу неприятельских частей, оборонявших восточный фас внешнего обвода, она ликвидировала последний на участке Ключкин, Заики. Вечером 7-я гвардейская армия своим правым флангом вышла к северо-восточной окраине города в район Шевченки, а левым флангом завязала бои за Лосево.
57-я армия (Н. А. Гаген), форсировав р. Роганка и с ходу прорвав своим правым флангом промежуточный оборонительный рубеж и внешний обвод в районе Чунихин, к исходу дня вышла на фронт Горбачев, Федорцы, Лялюки, станция Васищево, Введенское.
Донбасская наступательная операция. (см. карту — Донбасская наступательная операция (102 КБ)) Началась Донбасская наступательная операция войск Юго-Западного (1-я гвардейская, 6, 12, 3-я гвардейская, 46-я, 8-я гвардейская армии, 17-я воздушная армия, 23-й танковый и 1-й гвардейский механизированный корпуса) и Южного (51-я, 5-я Ударная, 2-я гвардейская, 28-я и 44-я армии, 8-я воздушная армия, 4-й и 2-й гвардейский механизированный и 4-й гвардейский кавалерийский корпуса) фронтов, продолжавшаяся до 22 сентября.
Юго-Западный фронт. 13 августа перешли в наступление войска правого крыла Юго-Западного фронта. С первого же дня бои приняли крайне напряжённый и кровопролитный характер. Войска правого крыла фронта форсировали Северный Донец.
Совинформбюро. На днях наши войска, расположенные северо-западнее и юго-восточнее города Спас-Деменска, перешли в наступление против немецко-фашистских войск. Наступление началось с двух направлений: из района северо-западнее Спас-Деменска — на юг и из района юго-восточнее Спас-Деменска — на северо-запад. Наши войска, наступающие из района северо-западнее Спас-Деменска, прорвали сильно укреплённую оборону противника протяжением по фронту 35 километров и, преодолевая упорное сопротивление немцев, продвинулись вперёд на 20 километров. Войска, наступающие из района юго-восточнее Спас-Деменска, прорвали сильно укреплённую оборону противника по фронту 15 километров и продвинулись вперёд на 17 километров.
За три дня напряжённых боёв наши войска заняли свыше 100 населённых пунктов, в том числе город Спас-Деменск, крупные населённые пункты Куземка, Бахмутово, Бельня, Дуброво, Оболовка, узловую железнодорожную станцию Занозная и железнодорожные станции Павлиново, Гривка, Чипляево, Борец, Шайковка.
На Брянском направлении наши войска продолжали наступление, заняли свыше 60 населённых пунктов, в том числе районный центр Шаблыкино и крупные населённые пункты Аксинино (6 километров восточнее Карачева), Натальино, Навля, Воронцово, Герасимово, Кучерявка.
На Харьковском направлении наши войска, преодолевая сопротивление и контратаки противника, продолжали наступление и, продвинувшись вперёд от 6 до 12 километров, заняли свыше 30 населённых пунктов, в том числе районный центр Дергачи и крупные населённые пункты Черкасское Лозовое, Большая Даниловка (1,5 километра северо-восточнее Харькова), Рогань, Ново-Покровское, а также железнодорожные станции Дергачи, Лосево, Рогань, Мохнач.

## 14 августа1943 года. 784-й день войны
Смоленская наступательная операция. Западный фронт. На левом крыле Западного фронта, в связи с тем что основные силы противника были втянуты в сражение против ударной группировки, создались благоприятные условия для перехода в наступление. 14 августа 50-я армия (И. В. Болдин) перешла в наступление, за три дня продвинулась почти на 25 км и вышла на подступы к Жиздре.
Белгородско-Харьковская наступательная операция. Воронежский фронт. 27-я армия (С. Т. Трофименко) вела бои южнее Ахтырки на переправах через р. Ворскла. 14 августа передовые части левофланговых соединений форсировали реку и захватили предмостные укрепления на её западном берегу.
Совинформбюро. В течение 14 августа наши войска, наступающие из района Спас-Деменска, продвинулись вперёд от 6 до 8 километров и заняли более 20 населённых пунктов.
На Брянском направлении наши войска, преодолевая сопротивление противника, на отдельных участках продвинулись вперёд от 4 до 8 километров и заняли свыше 60 населённых пунктов.
На Харьковском направлении наши войска, преодолевая сопротивление и контратаки танков и пехоты противника, продолжали наступление, заняв несколько населённых пунктов.
На других фронтах наши войска вели разведку и артиллерийско-миномётную перестрелку с противником.

## 15 августа1943 года. 785-й день войны
Смоленская наступательная операция. Калининский фронт. 15 августа противник подтянул к участку прорыва 39-й армии (А. И. Зыгин) в районе Духовщины пехоту, до 60 танков и самоходную артиллерию. Всего за день боя враг при поддержке авиации 12 раз контратаковал советские войска, но атаки противника были отбиты.
Орловская наступательная операция. Брянский фронт. Противник, чтобы избежать окружения, начал отход из Карачева. 15 августа 11-я гвардейская армия (И. X. Баграмян) и 11-я армия (И. И. Федюнинский) освободили город. Приказом Верховного Главнокомандующего от 15 августа 1943 года 16-й и 84-й гвардейским дивизиям было присвоено почётное наименование Карачевских.
Совинформбюро. 15 августа наши войска на Брянском направлении, сломив сопротивление противника, после упорных уличных боёв овладели городом Карачев. На этом же направлении наши войска, продолжая наступление, продвинулись вперёд от 6 до 10 километров, заняли свыше 70 населённых пунктов, в том числе районный центр Хвастовичи, крупные населённые пункты Зикеево, Щигры, Ловать, Стайки, Песочня, Бошино, Муравельник, Железная, Гавриловка и железнодорожные станции Солоновка, Зикеево.
На Харьковском направлении наши войска, отбивая контратаки противника, продолжали наступление и заняли несколько населённых пунктов, наши войска, наступающие из района Спас-Деменска, продвинулись вперёд и улучшили свои позиции.

## 16 августа1943 года. 786-й день войны
Смоленская наступательная операция. Западный фронт. До 16 августа включительно, 5-й механизированный корпус и другие соединения 10-й армии (В. С. Попов) продвинулись ещё на 5-10 км. 16 августа немецкая авиация нанесла ещё пять ударов. В итоге корпус понес значительные потери и был выведен в резерв фронта.
39-я армия (А. И. Зыгин) и левый фланг 43-й армии (К. Д. Голубев) продолжали наступать. Отбивая многочисленные контратаки и преодолевая упорное сопротивление, части 39-й армии очистили северный берег реки Царевич и форсировали её в районе Павлово.
16 августа Ставка Верховного Главнокомандования приказала командующему войсками Западного фронта передать 50-ю армию (И. В. Болдин) в Брянский фронт.
Белгородско-Харьковская наступательная операция. Воронежский фронт. 1-я танковая армия (М. Е. Катуков), переброшенные в район Богодухова 5-я гвардейская танковая армия (П. А. Ротмистров) и 6-я гвардейская армия (И. М. Чистяков), отразили все атаки противника. 16 августа немцы вынуждены были на этом направлении перейти к обороне.
Совинформбюро. В течение 16 августа наши войска на Брянском направлении продолжали успешно развивать наступление и, продвинувшись вперёд от 8 до 15 километров, заняли свыше 130 населённых пунктов, в том числе город Жиздра, крупные населённые пункты Чёрный Поток, Младенск, Судимир, Подбужье, Алексеевка, Буяновичи, Мокрое, Малые Луки (14 километров западнее Карачева), Байково, Волково, Куприна, Гремячее, Глыбочки, Хотеево.
Наши войска, наступавшие из района Спас-Деменска, продвинулись вперед от 8 до 12 километров, заняли свыше 30 населённых пунктов и среди них Церковщина (16 километров юго-западнее Спас-Деменска), Любунь, Лесковка, Ближевичи, Дегирево.
На Харьковском направлении наши войска отбивали контратаки пехоты и танков противника. На других фронтах наши войска вели боевую разведку и артминомётную перестрелку с противником.

## 17 августа1943 года. 787-й день войны
Смоленская наступательная операция. Западный фронт. С 17 августа устанавливалась новая разграничительная линия между войсками Западного и Брянского фронтов: Мещовск, Матчино, станция Пробуждение, Запрудное, Людиново, Бытош, река Ветьма (до её устья), Хотимск, Пропойск, Новый Быхов (все пункты, кроме Людиново, Пропойск и Новый Быхов, для Западного фронта включительно). Ответственность за обеспечение стыка между Западным и Брянским фронтами возлагалась на командующего войсками Западного фронта.
Орловская наступательная операция. Войска Брянского и Центрального фронтов вышли на подступы к Людиново, Дятьково, Брянску и Севску.
Брянский фронт (M. M. Попов) . Командование Брянского фронта получило от Ставки задачу развивать наступление на запад, захватить подвижными частями переправы через Десну, форсировать её северо-западнее и южнее Брянска и, овладев брянским плацдармом, продолжать наступление на Гомель. Наступление войск Брянского фронта протекало в трудных условиях. Войскам приходилось действовать в лесах и болотах, преодолевать многочисленные с заболоченными поймами реки, западные берега которых были укреплены противником. Обстановка осложнялась и тем, что в тылу советских войск было мало дорог. В то же время враг, используя Брянский железнодорожный узел, имел возможность легко маневрировать силами вдоль фронта и в глубину.
С 17 по 26 августа войска Брянского фронта развернули наступление сразу на обоих флангах. Однако вскоре стало ясно, что сил и средств фронта для одновременного ведения операции с решительной целью на двух участках недостаточно. Поэтому командование фронта с разрешения Ставки наметило главные усилия сосредоточить на правом крыле в районе южнее и юго-западнее Кирова.
Белгородско-Харьковская наступательная операция. Воронежский фронт. 17 августа началось наступление правого крыла Воронежского фронта против фланга немецкой группировки, сосредоточившейся в районе Ахтырка. После мощной артиллерийско-авиационной подготовки советские войска в 7 часов перешли в атаку. Немецкая оборонительная полоса была прорвана на участке Бездрик, Великий Истороп шириной около 30 км. К исходу дня 38-я армия (H. E. Чибисов), 40-я армия (К. С. Москаленко) и 47-я армия (П. П. Корзун) с боями вышли на рубеж Бездрик, Нижняя Сыроватка (1 км восточнее Низы), Великий Истороп.
Степной фронт. Войска Степного фронта прорвали внешний оборонительный обвод, находившийся в 8—14 километрах от Харькова и к исходу 17 августа вышли непосредственно к внутреннему обводу и завязали бои на северной окраине города.
53-я армия (И. М. Манагаров), обходя Харьков, отрезала пути отхода харьковской группировки врага на юго-запад. Противник, опасаясь полного окружения, подтянул к городу 355-ю пехотную и кавалерийскую СС дивизии.
57-я армия (Н. А. Гаген) к 17 августа последовательно овладела опорными пунктами немцев на северном берегу р. Уды — Терновое, Лизогубовка, Васищево, завершив прорыв внешнего оборонительного обвода перед всем своим фронтом, и вышли на рубеж Лялюки, Васищево.
Совинформбюро. В течение 17 августа наши войска на Брянском направлении продолжали наступление и, продвинувшись на отдельных участках вперёд от 4 до 6 километров, заняли свыше 60 населённых пунктов. Наши войска, наступающие из района Спас-Деменска, снова продвинулись вперёд и улучшили свои позиции.
На Харьковском направлении наши войска продолжали отбивать контратаки пехоты и танков противника и на ряде участков вели наступательные бои, в результате которых значительно улучшили свои позиции.

## 18 августа1943 года. 788-й день войны
Смоленская наступательная операция. 17 и 18 августа немцы непрерывно контратаковали советские войска на различных направлениях. Чаще всего контратаки предпринимались силою от батальона до полка и поддерживались танками, самоходными установками и авиацией. Обстановка складывалась неблагоприятно для войск, наступавших на смоленском направлении. Ставка разрешила временно приостановить активные действия Западного и Калининского фронтов, чтобы произвести перегруппировку, подтянуть тылы, подвезти боеприпасы.
Орловская наступательная операция. Преследуя отходящего противника, войска Брянского и Центрального фронтов 17—18 августа вышли на рубеж Улемец, Журиничи, Ревны, Лески и закрепились на нём для того, чтобы привести свои части в порядок, подтянуть тылы, артиллерию и подготовиться к осуществлению нового наступления.
Завершилась Орловская наступательная операция (12 июля — 18 августа 1943 г.). Войска Брянского и Центрального фронтов ликвидировали орловский плацдарм противника, продвинулись к западу на фронте 400 км на глубину до 150 км и вышли к оборонительному рубежу противника «Хаген» на подступах к Брянску. Среднесуточные темпы наступления: стрелковых соединений — 4-5 км, танковых и механизированных — 7-10 км. Продолжительность операции — 38 суток. Численность войск фронтов к началу операции — 1287600 человек. Людские потери в операции: безвозвратные — 112529 человек (8,7 %), санитарные — 317361 человек, всего — 429890 человек, среднесуточные — 11313 человек.
Белгородско-Харьковская наступательная операция. Воронежский фронт. С утра 18 августа 38-я армия (H. E. Чибисов) развивала наступление на северо-запад. За день войска армии полностью очистили от противника восточный берег р. Псел и вышли на рубеж: Битица, Бол. Чернетчина, Токари, Басы, Низы.
40-я армия (К. С. Москаленко) наступала на запад и достигла р. Псел на участке Пашков, Бишкинь.
47-я армия (П. П. Корзун).продвинулись на 20 км на юго-запад, заняв рубеж Новосёловка, Федоровка, Костев, Грузское фронтом на юг.
С 11 по 18 августа 27-я армия (С. Т. Трофименко) своим правым флангом продолжали вести ожесточенные бои за Ахтырку, которая несколько раз переходила из рук в руки. Противник с особым ожесточением и упорством оборонял этот город, являвшийся последним плацдармом немцев на восточном берегу р. Ворскла. Остальные части вели бои южнее Ахтырки на переправах через р. Ворскла.
Противник утром 18 августа перешёл в наступление против правого фланга 27-й армии с целью прорваться к Богодухову и окружить наши войска в районе Ахтырка, Котельва, Краснокутск. Развернув в районе Ахтырка свыше 200 танков, немцы прорвали фронт на правом фланге 27-й армии восточнее Ахтырки, и стали развивать наступление на юго-восток. К исходу дня врагу удалось продвинуться в район Каплуновка и овладеть этим населённым пунктом. В район прорыва были направлены 1-я танковая армия (М. Е. Катуков) и 4-я гвардейская армия (Г. И. Кулик) из резерва Ставки. К наступлению темноты вражеская группировка, углубившаяся в наше расположение, оказалась в «мешке». Контратакованная на другой день утром советскими частями, она к исходу суток была выбита из селений Высокое и Весёлый Гай, а 20 августа и из Каштуновки.
Степной фронт. Утром 18 августа 53-я армия (И. М. Манагаров) и 57-я армия (Н. А. Гаген) возобновили наступление с целью глубокого охвата Харькова.
Донбасская наступательная операция. Юго-Западный фронт. Войска правого крыла фронта форсировали Северный Донец и 18 августа овладели Змиевом. Наступление в центре фронта развития не получило. Немецкое командование сосредоточило здесь крупные силы, в том числе много танков и авиации. До конца августа советские войска овладели рядом опорных пунктов и вклинились во вражескую оборону, но полностью прорвать её не смогли.
Южный фронт (Ф. И. Толбухин). 18 августа перешли в наступление войска Южного фронта. Наступление началось артиллерийской подготовкой. Одновременно заговорило более 5 тыс. орудий и миномётов. Только на участках прорыва 5-й ударной (В. Д. Цветаев) и 2-й гвардейской армий вели огонь более 2 тыс. орудий и миномётов. Плотность артиллерии здесь составляла около 200 орудий и миномётов на 1 километр фронта. После артиллерийской подготовки 5-я ударная армия (В. Д. Цветаев) сломила сопротивление противника и к исходу первого дня наступления прорвала его оборону западнее Куйбышево в полосе шириной 16 километров и в глубину до 10 километров. В прорыв был введён 4-й гвардейский механизированный корпус (Т. И. Танасчишин).
Совинформбюро. В течение 18 августа наши войска на Брянском направлении продолжали наступление и, продвинувшись на отдельных участках от 6 до 10 километров, заняли свыше 40 населённых пунктов и среди них крупные населённые пункты Дедная, Орля, Калинино, Овсорок, Гололобовка, Сукременье, Авдеевка, Николаевка, Философский Завод и железнодорожные станции Берёзовка (34 километра северо-восточнее Брянска), Мылинка (32 километра восточнее Брянска).
На Харьковском направлении наши войска, преодолевая сопротивление и контратаки противника, продолжали наступление и, продвинувшись на отдельных участках от 7 до 10 километров, заняли свыше 50 населённых пунктов, в том числе: город Змиев, районный центр Опошня, крупные населённые пункты Верхняя и Нижняя Сыроватка, Великий Истороп, Полевое, Боровое, Васищево, Замостье, Чемужовка и железнодорожные станции Сыроватка, Низы, Гребениковка, Змиев.

## 19 августа1943 года. 789-й день войны
Белгородско-Харьковская наступательная операция. Воронежский фронт. 3-я танковая дивизия СС «Тотенкопф», наносившая удар из района Большая Рублевка на Краснокутск, 19 августа захватила Колонтаев. Дальнейшее продвижение противника было остановлено.
Степной фронт. 53-я армия (И. М. Манагаров) в течение 18 и 19 августа вела затяжные бои по очищению от противника лесного массива западнее Харькова и овладела им в результате обходного манёвра с запада.
Для обороны непосредственно города Харькова и для ведения уличных боёв противником были привлечены различные отряды СС, охранные части, отряды, сформированные из немецкой полиции. 19 августа южнее Харькова, в районе Константиновка, против 57-я армия (Н. А. Гаген) немцы ввели в бой свежую 355-ю дивизию, переброшенную из Крыма.
Южный фронт (Ф. И. Толбухин). 4-й гвардейский механизированный корпус (Т. И. Танасчишин), развивая успех, к концу дня продвинулись в западном направлении более чем на 20 километров, преодолели реку Крынку и захватили плацдарм на её правом берегу. Они приблизились к железной дороге Сталино — Донецко-Амвросиевка, по которой осуществлялось снабжение 29-го армейского корпуса 6-й немецкой армии, оборонявшегося в районе Таганрога.
В результате действий 5-й ударной армии вражеская группировка, противостоявшая Южному фронту, была расчленена на две части и её фланги оказались открытыми для ударов с севера и с юга. Для ликвидации создавшейся угрозы командующий немецкой 6-й армией срочно передвинул 3-ю горнострелковую дивизию из состава 4-го армейского корпуса, действовавшего в районе Ворошиловска. Она должна была помочь соединениям 29-го армейского корпуса закрыть брешь в обороне армии. Одновременно в Донбасс перебрасывалась из Крыма 13-я танковая дивизия. В последующие дни войска Южного фронта не только отразили контратаки врага, сопровождаемые массированными ударами авиации, но и расширили прорыв.
Совинформбюро. В течение 19 августа наши войска на Брянском направлении продолжали наступление и заняли свыше 20 населённых пунктов. На Харьковском направлении наши войска, преодолевая сопротивление и контратаки противника, продолжали наступление и, продвинувшись на отдельных участках от 5 до 12 километров, заняли свыше 30 населённых пунктов.

## 20 августа1943 года. 790-й день войны
Смоленская наступательная операция. Западный фронт. Завершилась Спас-Деменская операция. Войска фронта продвинулись на глубину на 30—40 км, вышли на рубеж Теренино, Зимцы, Церковщина, Гуриков, Малые Савки.
20-27 августа войска Западного фронта производили перегруппировку и готовились возобновить наступление. Для усиления армий, действовавших на направлении главного удара, передавались: 33-й армии (В. Н. Гордов) — 5-й механизированный и 6-й гвардейский кавалерийский корпуса, 21-й армии (Н. И. Крылов) — 2-й гвардейский танковый корпус, прибывший в состав фронта 20 августа из резерва Ставки Верховного Главнокомандования. Кроме того, эти армии были усилены артиллерией. Одновременно была произведена перегруппировка зенитной артиллерии, частями и соединениями которой усиливались армии ударной группировки фронта.
Белгородско-Харьковская наступательная операция. Степной фронт. К исходу 20 августа 53-я армия (И. М. Манагаров) захватила цепь узлов сопротивления по р. Уды — Пересечная (12 км западнее Харькова), Гавриловка, Куряжанка, запиравших пути дальнейшего наступления наших войск на этом участке к югу.
69-я армия (В. Д. Крюченкин) обходила Харьков вдоль северо-западного и западного фасов городского обвода.
В район леса южнее Полевое 20 августа были переброшена 5-я гвардейская танковая армия (П. А. Ротмистров), получившие задачу ударом на Коротич перерезать пути отхода из Харькова на запад и юго-запад.
Совинформбюро. В течение 20 августа наши войска на Харьковском направлении, преодолевая сопротивление и контратаки противника, продолжали наступление и, продвинувшись на отдельных участках от 5 до 10 километров, заняли свыше 20 населённых пунктов, в том числе город Лебедин.
На Брянском направлении и в районе юго-западнее Спас-Деменска наши войска на отдельных участках вели бои, в результате которых улучшили свои позиции.

## 21 августа1943 года. 791-й день войны
Москва. Принято постановление СНК СССР и ЦК ВКП(б) «О неотложных мерах по восстановлению хозяйства в районах, освобожденных от немецкой оккупации». В нём предусматривалось: возвратить колхозам освобожденных областей скот, эвакуированный в восточные районы; для увеличения поголовья скота повысить планы контрактации и покупки скота, организовать в восточных и центральных районах государственные закупки всех видов скота для областей, освобожденных от оккупации; восстановить и построить новые жилые дома, а также вокзалы и другие железнодорожные постройки.
Белгородско-Харьковская наступательная операция. Степной фронт. 21 августа шли напряжённые бои на переправах через р. Уды в районе Гавриловка и Надточий. К наступлению темноты советские войска сломили сопротивление немцев и ночью захватили предмостные укрепления на южном берегу реки.
Совинформбюро. В течение 21 августа наши войска на Харьковском направлении, преодолевая сопротивление и контратаки противника, продолжали вести наступательные бои и заняли несколько населённых пунктов. На Брянском направлении и в районе юго-западнее Спас-Деменска наши войска вели бои по улучшению своих позиций. В Донбассе, юго-западнее Ворошиловграда, наши войска вели успешные бои местного значения.
ПОТЕРИ НЕМЕЦКО-ФАШИСТСКИХ ВОЙСК НА СОВЕТСКО-ГЕРМАНСКОМ ФРОНТЕ ЗА ВРЕМЯ С 5 июля ПО 20 августа.
За время летних боёв с 5 июля по 20 августа с. г. наши войска на всех участках советско-германского фронта уничтожили: самолётов противника — 4.600, танков — 6.400, орудий — 3.800, автомашин более 20.000. Потери противника убитыми составляют свыше 300.000 солдат и офицеров. Принимая во внимание, что в немецко-фашистской армии количество раненых солдат и офицеров превышает количество убитых по меньшей мере в два —- два с половиной раза, надо считать, что потери немцев убитыми и ранеными в боях с 5 июля по 20 августа составляют не менее 1.000.000 солдат и офицеров. За это же время наши войска захватили: танков — 857, орудий разного калибра, в том числе самоходных — 1.274, пулемётов — 3.429, автомашин — 4.230. Взято в плен 25.600 немецких солдат и офицеров.

## 22 августа1943 года. 792-й день войны
Мгинская наступательная операция. Завершилась Мгинская наступательная операция (22 июля — 22 августа 1943 года) войск Ленинградского (Л. А. Говоров) и Волховского (К. А. Мерецков) фронтов (см. карту — Мгинская наступательная операция (86 КБ)). Ударные группировки 67-й и 8-й армий в ходе ожесточённых боёв, продолжавшихся в течение месяца, лишь незначительно вклинились в оборону противника. Противник понёс тяжёлые потери в живой силе и технике.
Белгородско-Харьковская наступательная операция. Воронежский фронт. 5-я гвардейская танковая армия (П. А. Ротмистров), используя наведенные ночью переправы и сосредоточив свои танки на южном берегу р. Уды, с рассветом 22 августа перешла в наступление и к вечеру того же дня заняла Коротич.
Степной фронт. 53-я армия (И. М. Манагаров) охватила Харьков с юго-запада и запада.
Для харьковской группировки немцев создалась непосредственная угроза полного окружения. В распоряжении противника остались лишь две дороги — одна железная и одна шоссейная, идущие на юго-запад на Мерефа, Красноград. По ним противник 22 августа начал отход из Харькова. Чтобы не дать противнику возможности вывести свои войска и не допустить полного разрушения города, вечером 22 августа командующий Степным фронтом (И. С. Конев) отдал приказ о ночном штурме Харькова. (стр. 37)
69-я армия (В. Д. Крюченкин) атаковала своим правым флангом из района Куряжанка, совхоз «Октябрь» в общем направлении через Савченко на Залютино с целью окружения и уничтожения немецких частей, оборонявшихся в северо-западной части города. На левый фланг армии возлагались атаки из района Алексеевка, Большая Даниловка противника, занимающего центр города, с дальнейшим выходом на его юго-западную окраину.
7-я гвардейская армия (М. С. Шумилов) продолжала сжимать кольцо с востока и юго-востока.
57-я армия (Н. А. Гаген) к исходу 22 августа подошла вплотную к промежуточной позиции немцев на фронте восточная окраина Безлюдовка, Константиновка.
Совинформбюро. В течение 22 августа наши войска на Харьковском направлении, отбивая контратаки противника, продвинулись на отдельных участках вперёд от 4 до 6 километров и заняли свыше 30 населённых пунктов. На Брянском направлении и в районе юго-западнее Спас-Деменска наши войска продолжали вести бои по улучшению своих позиций. В Донбассе, южнее Изюма и юго-западнее Ворошиловграда, наши войска вели успешные бои местного значения.

## 23 августа1943 года. 793-й день войны
Смоленская наступательная операция. Калининский фронт (А. И. Ерёменко). Войска левого крыла Калининского фронта 23 августа, после пятидневной паузы, возобновили наступление. 39-я армия (А. И. Зыгин), усиленная 5-м гвардейским стрелковым корпусом, перешла в наступление на Духовщину. Ввод в бой 5-го гвардейского стрелкового корпуса на стыке 2-го гвардейского и 83-го стрелковых корпусов не привел к успеху. Противник, подтянув резервы, оказывал ожесточенное сопротивление, непрерывно контратаковал и совершенствовал свои оборонительные позиции. В итоге напряжённых боев сопротивление немцев и в эти дни сломить не удалось.
Белгородско-Харьковская наступательная операция. Воронежский фронт. 40-я армия (К. С. Москаленко) и 47-я армия (П. П. Корзун), продолжавшие преследовать отходящие части немцев, к исходу 23 августа овладели городом Лебедин, а также крупными населёнными пунктами Веприк, Олешня, Чупаховка и завязали бои за Зеньков.
Степной фронт. К 12 часам 23 августа Харьков был полностью очищен от немецких войск. В боях за город особо отличились 28-я, 89-я гвардейские, 84-я, 116-я, 252-я и 299-я стрелковые дивизии 53-й армии (И. М. Манагаров), 93-я гвардейская, 183-я и 375-я стрелковые дивизии 69-й армии (В. Д. Крюченкин), 15-я гвардейская дивизия 7-й гвардейской армии (М. С. Шумилов). Всем этим дивизиям было присвоено почётное наименование Харьковских.
Завершилась Белгородско-Харьковская наступательная операция «Румянцев» (3 — 23 августа 1943 г.). В ходе наступления войска Воронежского и Степного фронтов разгромили мощную белгородско-харьковскую группировку врага, освободили Харьковский промышленный район, города Белгород и Харьков. Были созданы благоприятные условия для освобождения Левобережной Украины.
Продолжительность операции — 21 сутки. Ширина фронта боевых действий — 300—400 км. Глубина продвижения советских войск — 140 км. Среднесуточные темпы наступления: стрелковых соединений — 7 км, танковых и механизированных — 10-15 км. Численность войск фронтов к началу операции — 1144000 человек. Людские потери в операции: безвозвратные — 71611 человек (6,2 %), санитарные — 183955 человек, всего — 255566 человек, среднесуточные — 12170 человек.
Донбасская наступательная операция. Южный фронт (Ф. И. Толбухин). Войска Южного фронта отразили контратаки немцев, сопровождаемые массированными ударами авиации, и расширили прорыв. 23 августа механизированные части вышли в район Донецко-Амвросиевки и решительной атакой овладели этим важным опорным пунктом в обороне противника.
Совинформбюро. 23 августа наши войска в результате ожесточённых боёв сломили сопротивление противника и штурмом овладели городом Харьков. В боях за освобождение города Харькова особо отличились: 252 стрелковая дивизия генерал-майора Анисимова, 84 стрелковая дивизия полковника Буняшина, 299 стрелковая дивизия генерал-майора Травникова, 28 гвардейская стрелковая дивизия генерал-майора Чурмаева, 116 стрелковая дивизия генерал-майора Макарова, 89 гвардейская Белгородская стрелковая дивизия полковника Серюгина, 375 стрелковая дивизия полковника Говоруненко, 15 гвардейская стрелковая дивизия генерал-майора Василенко, 183 стрелковая дивизия полковника Василевского и 93 гвардейская стрелковая дивизия генерал-майора Тихомирова.
В Донбассе, в районе южнее Изюма и юго-западнее Ворошиловграда, наши войска продолжали вести успешные бои с противником. Юго-западнее Ворошиловграда наши войска за время трёхдневных боёв продвинулись вперёд на 30-35 километров и заняли свыше 30 населённых пунктов, в том числе город и железнодорожную станцию Донецко-Амвросиевка.

## 24 августа1943 года. 794-й день войны
Совинформбюро. В течение 24 августа наши войска, наступающие северо-западнее и южнее Харькова продвинулись вперёд и улучшили свои позиции. В Донбассе, в районах южнее Изюма и юго-западнее Ворошиловграда, наши войска продолжали вести успешные бои с противником и вновь заняли несколько населённых пунктов.

## 25 августа1943 года. 795-й день войны
Битва за Днепр. Началась битва за Днепр войск Центрального, Воронежского, Степного, Юго-Западного и Южного фронтов. С 25 августа по 23 декабря 1943 года на берегах Днепра был проведён ряд взаимосвязанных стратегических операций (см. карту — Битва за Днепр (330 КБ) (недоступная ссылка)).
Воронежский фронт. 27-я армия (С. Т. Трофименко), отбросила остатки прорвавшейся из района Ахтырка группировки немцев на запад, за р. Ворскла, и к 25 августа вновь овладела Ахтыркой.
Совинформбюро. В течение 25 августа наши войска продолжали развивать наступление в районе северо-западнее Харькова и заняли более 60 населённых пунктов, в том числе город Зеньков. Город Ахтырка, несколько раз переходивший из рук в руки, после ожесточённых боёв вновь занят нашими войсками. В Донбассе, в районах южнее Изюма и юго-западнее Ворошиловграда, наши войска, преодолевая упорное сопротивление противника, продолжали вести наступательные бои и вновь заняли несколько населённых пунктов, значительно улучшив свои позиции.

## 26 августа1943 года. 796-й день войны
Черниговско-Полтавская стратегическая наступательная операция. Началась Черниговско-Полтавская стратегическая наступательная операция (26 августа — 30 сентября 1943 года). Операция проводилась войсками Центрального, Воронежского и Степного фронтов и представляла собой первый этап битвы за Днепр. В рамках данной операции проведены: Черниговско-Припятская, Сумско-Прилукская и Полтавско-Кременчугская фронтовые наступательные операции.
Черниговско-Припятская операция. Началась Черниговско-Припятская наступательная операция войск Центрального фронта (13-я, 48, 65, 60, 61 и 70-я армии, 2-я танковая и 16-я воздушная армии), продолжавшаяся с 26 августа по 30 сентября 1943 года (см. карту — Черниговско-Припятская наступательная операция (87 КБ)).
Советским войскам предстояло прорвать сильную оборону 2-й немецкой армии. Противник почти полгода укреплял и совершенствовал свои оборонительные позиции. Все населённые пункты были приспособлены к круговой обороне. Передний край проходил по выгодным в тактическом отношении рубежам, в том числе по высокому правому берегу рек Сев и Сейм. Подступы к позициям были надёжно прикрыты минными полями и проволочными заграждениями.
Утром 26 августа после мощной артиллерийской и авиационной подготовки войска Центрального фронта (К. К. Рокоссовский) перешли в наступление. Главный удар наносили на новгород-северском направлении 65-я армия (П. И. Батов) и 2-я танковая армия (С. И. Богданов). Их продвижению должны были способствовать фланговые соединения 48-й и 60-й армий, примыкавшие к ударной группировке. Соединения 2-й танковой армии вводились в сражение в полосе 65-й армии. Здесь же действовали 4-й артиллерийский корпус прорыва РВГК и основные силы 16-й воздушной армии. Удар был направлен в стык между 2-й и 9-й немецкими армиями, по 86-й пехотной (Вайдлинг) и 251-й пехотной (Фельцман) дивизиям 20-го армейского корпуса (Фрайгерр фон Роман). Уже в самом начале соединения Красной Армии совершили глубокий прорыв в районе Севска. В течение первого дня враг несколько раз переходил в контратаки. Его авиация наносила бомбовые удары по наступавшим советским частям.
Воронежский фронт. 4-я гвардейская армия (Г. И. Кулик) 26 августа вышла в район большого украинского селения Котельва.
Совинформбюро. В течение 26 августа наши войска, наступающие западнее Харькова, продвинулись на отдельных участках вперёд от 4 до 6 километров и заняли несколько населённых пунктов. В Донбассе, в районе юго-западнее Ворошиловграда, наши войска вели бои по улучшению своих позиций.

## 27 августа1943 года. 797-й день войны
Черниговско-Припятская операция. 27 августа немецкое командование перебросило в район Севска из 9-й армии и резерва группы армий «Центр» дополнительно две пехотные и две танковые дивизии. К вечеру 27 августа 2-я танковая армия (С. И. Богданов) и 65-я армия (П. И. Батов), преодолев упорное сопротивление немцев, овладели Севском. Однако попытки развить достигнутый успех не дали нужных результатов. В этот день советским войскам пришлось отразить 12 контратак противника. Не ослабевало сопротивление врага и в последующие дни. Южнее Севска 60-я армия (И. Д. Черняховский) нанесла вспомогательный удар частями своего левого фланга в направлении на Глухов.
Донбасская наступательная операция. Командование Южного фронта решило, перегруппировав войска, нанести удар в южном направлении, чтобы разгромить вражескую группировку в районе Таганрога. В ночь на 27 августа 4-й кавалерийский и 4-й механизированный гвардейские корпуса начали наступление. Преодолевая сопротивление врага, обходя его опорные пункты, они устремились на юг и к исходу того же дня продвинулись на 25 километров. Над группировкой противника под Таганрогом нависла угроза окружения. Действовавшие в острие клина советских войск механизированные и кавалерийские части стремительно выходили ей в тыл. Умело маневрируя, они двигались на юг, к побережью Азовского моря.
Группа армий «Юг». 27 августа Гитлер прибыл в Винницу для проведения короткого совещания в его бывшей ставке.
Манштейн : «На этом совещании я и командующие подчинёнными армиями, а также один командир корпуса и один командир дивизии доложили Гитлеру обстановку и прежде всего состояние частей, уже давно истощенных в непрерывных боях. Я особенно указал на то, что наши потери составили 133000 человек, а получили мы в качестве пополнения только 33000 человек… Из этой обстановки я сделал вывод о том, что мы не можем удержать Донбасс имеющимися у нас силами и что ещё большая опасность для всего южного фланга Восточного фронта создалась на северном фланге группы. 8 и 4 танковые армии не в состоянии долго сдерживать натиск противника в направлении к Днепру… Я поставил перед Гитлером ясную альтернативу:
— или быстро выделить нам новые силы, не менее 12 дивизий, а также заменить наши ослабленные части частями с других спокойных участков фронта,
— или отдать Донбасс, чтобы высвободить силы на фронте группы.»(стр. 534)
Гитлер обещал передать с фронтов групп армий «Север» и Центр" все соединения, какие можно только оттуда взять. 28 августа фельдмаршал фон Клюге прибыл в ставку фюрера и доложил, что не может быть и речи о снятии сил с его участка фронта. Группа «Север» также не могла выделить ни одной дивизии.
Совинформбюро. В течение 27 августа наши войска, наступающие западнее Харькова, продвинулись на отдельных участках вперёд от 5 до 8 километров и заняли несколько населённых пунктов. Районный центр Котельва, несколько раз переходивший из рук в руки, вновь занят нашими войсками. В районе южнее Брянска наши войска вели наступательные бои, в результате которых сломили сопротивление противника и заняли свыше 20 населённых пунктов, в том числе город Севск. В Донбассе, в районе юго-западнее Ворошиловграда, наши войска продолжали успешное наступление.

## 28 августа1943 года. 798-й день войны
Ельнинско-Дорогобужская операция. Началась Ельнинско-Дорогобужская наступательная операция войск Западного фронта (10-я гвардейская, 21-я и 33-я армии, 5-й механизированный, 6-й гвардейский кавалерийский, 2-й гвардейский танковый корпуса, 1-я воздушная армия), продолжавшаяся с 28 августа по 6 сентября 1943 года (см. карту — Ельнинско-Дорогобужская наступательная операция (75 КБ) (недоступная ссылка)).
Ставка Верховного Главнокомандования изменила направление главного удара Западного фронта. Согласно новому плану он должен был наноситься не на Рославль, а на Ельню и далее на Смоленск. Противник, используя леса и болота, а также заболоченные поймы рек Угры и Десны, создал здесь прочную оборону. Наиболее мощные укрепления были сооружены на прилегающих к городу высотах. 28 августа после артиллерийской подготовки, продолжавшейся 90 минут, и налетов авиации ударная группировка Западного фронта возобновила наступление. В первый день советские части продвинулись на 6—8 километров в глубину обороны противника. В полосе наступления 33-й армии в прорыв был введён 5-й механизированный корпус, который за день продвинулся ещё на 6—10 километров и совместно со стрелковыми частями овладел несколькими опорными пунктами врага.
Донбасская наступательная операция. 28 августа подвижные части фронта отрезали основные пути отхода противнику из района Таганрога. Командование 6-й немецкой армии отдало приказ подготовить разрушение Таганрога и одновременно спешно создавало под руководством командира 4-го армейского корпуса группировку, которая должна была нанести удар в юго-восточном направлении и соединиться с частями 29-го армейского корпуса, отходившими на запад.
28 августа 1943 70-й гвардейский стрелковый полк под командованием гв.майора Дрыгина Анатолия Семёновича 24-й гвардейской стрелковой дивизии (в дальнейшем 70-й гвардейский мотострелковый полк) выбил противника из села Марфинка (Ростовская область) и к 16:00 овладел селом. Уничтожено до 70 немецких солдат и офицеров, 7 автомашин и 7 пулемётов. К 21:00 28.08.1943 части 24-й гвардейской стрелковой дивизии заняли положение: 70-й гвардейский стрелковый полк южная окраина Марфинки, 72 -й гвардейский стрелковый полк 1 км сев-вост окраины Марфинки, 71-й гв. стрелковый полк на южных скатах высоты 137.1. Источник: Журналы боевых действий. Дата создания документа: 02.12.1943 г. Архив: ЦАМО, Фонд: 1099, Опись: 23919а, Дело: 2, Лист начала документа в деле: 53 Авторы документа: 24 гв. сд. 28 августа 1943 года в 16:00 одновременно с освобождением Марфинки до батальона немецкой пехоты при поддержки 10 танков и нескольких самоходно артиллерийских орудий с района северо-западней Анастасиевки (зап.берег реки Мокрый Еланчик) контратаковали в направлении хутора Ново — Покровский (зап. Синявки) части 32 гв.отдельной танковой бригады занявшей оборону на высоте 141.7. В результате боя в районе Ново-Покровский потери 32 гв.отдельной танковой бригады составили 50 человек убитыми (перезахоронены в братской могиле в Марфинке) .Источники Боевые донесения, оперсводки. № документа: 238, Дата создания документа: 28.08.1943 г. Архив: ЦАМО, Фонд: 3426, Опись: 0000001, Дело: 0022, Лист начала документа в деле: 219 Авторы документа: 2 гв. мк, гв. полковник Креславский. На помощь 32 гв.отбр в 16 часов была выдвинута 416 — стрелковая дивизия с задачей ведения наступления по западному берегу реки Мокрый Еланчик между хутором Ново-Покровским и н.п. Синявка с дальнейшим выходом к Анастасиевки. Однако до 21:00 по данным 2-й гвардейского механизированного корпуса 17 танков противника все же прорвались на участках Марфинская и Анастасиевка и овладели с. Ново — Покровским. Источник Боевые донесения, оперсводки. № документа: 52, Дата создания документа: 28.08.1943 г. Архив: ЦАМО, Фонд: 3470, Опись: 0000001, Дело: 0154, Лист начала документа в деле: 59 Авторы документа: 4 гв. кк, гв. генерал-майор каз. войск Пичугин. Одновременно с 24 гвардейской стрелковой дивизией в направлении Марфинки вели наступление (выдвинувшись из Васильевки) 5-я и 6-я гв. механизированные бригады 2-й гвардейского механизированного корпуса, на 16:00 они занимали положение ; 5 гв. мбр Птицефабрика (Синявка) и отдельные дома на западной окраине Синявки, 6 гв. мбр южная окраина Мaрфинки
Совинформбюро. В течение 28 августа наши войска, наступающие западнее и южнее Харькова, преодолевая сопротивление и контратаки противника, продвинулись вперёд и заняли несколько населённых пунктов. В районе южнее Брянска наши войска продолжали наступление и, продвинувшись на отдельных участках от 5 до 8 километров, заняли свыше 50 населённых пунктов. В Донбассе, в районе юго-западнее Ворошиловграда, наши войска продолжали успешно развивать наступление.

## 29 августа1943 года. 799-й день войны
Ельнинско-Дорогобужская операция. 29 августа прорыв был расширен до 30 км и развит в глубину до 12-15 км. Противник был отброшен на левый берег Угры к Ельне.
Черниговско-Припятская операция. На главном направлении советские войска в результате тяжёлых боев за четыре дня наступления продвинулись всего на 20—25 километров. Южнее Севска 60-я армия (И. Д. Черняховский) 29 августа, прорвав оборону, освободила Глухов и продолжала наступать в сторону Конотопа. К. К. Рокоссовский принимает решение перенести главные усилия на левый фланг фронта. 13-я армия снимается с правого фланга фронта и вводится в бой на стыке 65-й и 60-й армий. Сюда же перебрасывается и 2-я танковая армия. (стр. 223)
Степной фронт. 53-я армия (И. М. Манагаров) прорвала оборону противника западнее Харькова на нескольких участках, охватила фланги группировки врага у Люботина и нависла над его коммуникациями. Под угрозой разгрома противник стал поспешно отходить на юго-запад. 29 августа советские войска освободили Люботин и открыли себе дорогу на Полтаву.
Донбасская наступательная операция. 29 августа советские кавалерийские дивизии вышли к Миусскому лиману. Положение таганрогской группировки противника стало ещё более тяжёлым. Немецкие войска, лишённые основных путей отхода из района Таганрога, попытались эвакуироваться морем. Но по вражеским судам нанесли удар советские бомбардировщики и штурмовики 8-й воздушной армии, а также корабли Азовской военной флотилии (С. Г. Горшков).
29 августа 1943 в 04:00 после артиллерийского налета произведенным 535-м истребительно -противотанковым артиллерийским полком выпустившем по отступающему из н.п. Анастасиевка (Ростовская область) противнику 50 осколочных снарядов 72-й гвардейский стрелковый полк 24 гвардейской стрелковой дивизии (командир полка гв.подполковник Клабуков Петр Сергеевич) с приданными: 535-й истребительно-противотанковый артиллерийский полк 15 отдельной противотанковой бригады (командир полка гв. майор Швырев Григорий Иванович) и 14 миномётным полком 33 миномётной бригады не встречая сопротивления противника занял опорный пункт в с. Анастасиевка. При этом захвачено трофеев — 200 винтовок и большое количество боеприпасов 1 автомашина и склад с продовольствием. Артналетом разбито 35 автомашин и сожжено 5 танков. Источник Журналы боевых действий. Дата создания документа: 02.12.1943 г Архив: ЦАМО, Фонд: 1099, Опись: 23919 а, Дело: 2, Лист начала документа в деле: 53 Авторы документа: 24 гв. сд. 535-й истребительно-противотанковый артиллерийский полк тремя батареями занял огневую позицию : тремя батареями западная окраина Анастасиевки и двумя батареями один километр северо восточная окраина Анастасиевки. Оперативная сводка штаба 15 оиптабр РГКБоевые донесения, оперсводки. № документа: 49, Дата создания документа: 29.08.1943 г. Архив: ЦАМО, Фонд: 9707, Опись: 0000001, Дело: 0009, Лист начала документа в деле: 89 Авторы документа: 15 оиптабр РГК, подполковник Сторчеус, майор Пеньковский
Совинформбюро. В течение 29 августа наши войска, наступающие западнее и южнее Харькова, продвинулись вперёд от 6 до 12 километров и заняли свыше 50 населённых пунктов, в том числе город и железнодорожный узел Люботин. В районе южнее Брянска наши войска продолжали развивать наступление и продвинувшись на отдельных участках от 7 до 15 километров, заняли свыше 40 населённых пунктов. В Донбассе, в районе юго-западнее Ворошиловграда, наши войска продолжали успешное продвижение.

## 30 августа1943 года. 800-й день войны
Ельнинско-Дорогобужская операция. 30 августа командование Западного фронта (В. Д. Соколовский) ввело в прорыв 2-й гвардейский Тацинский танковый корпус (А. С. Бурдейный). За один день танкисты продвинулись до 20 километров и во взаимодействии с войсками 10-й гвардейской армии подошли к Ельне. Атака города началась в 18 часов после короткого артиллерийского налета. С востока на Ельню наступала 29-я гвардейская стрелковая дивизия, а с юга — гвардейцы-танкисты. Вскоре 87-й и 93-й гвардейские стрелковые и 119-й танковый полки выбили немцев из восточной окраины города и завязали уличные бои. К вечеру к городу подошли и другие части и соединения 10-й гвардейской армии. Противник был вынужден оставить Ельню.
Донбасская наступательная операция. В ночь на 30 августа в районе Таганрога силами Азовской военной флотилии был высажен Таганрогский десант. В результате совместных действий 44-й армии В. А. Хоменко, наступавшей прямо на Таганрог, при помощи 4-го гвардейского механизированного корпуса и 4-го гвардейского кавкорпуса, обходивших город с севера и северо-запада, при участии авиации 8-й воздушной армии Т. Т. Хрюкина и кораблей, высадивших десант, 30 августа советские войска взяли Таганрог, окружили к северо-западу от него остатки вражеских войск, оборонявшихся на реке Миус, и 31 августа ликвидировали их.
Совинформбюро. Войска Южного фронта, в результате ожесточённых боёв, разгромили Таганрогскую группировку немцев и 30 августа овладели городом Таганрог. Нашими войсками занято свыше 150 населённых пунктов и в том числе районные центры Анастасиевка, Федоровка, крупные узлы сопротивления Покровское, Троицкое, Самбек, Вареновка, Николаевна, Косово, Ломакино, Весело-Вознесенка, а также железнодорожная станция Кутейниково. Таким образом, Ростовская область полностью освобождена от немецких захватчиков. Остатки частей разгромленной Таганрогской группировки противника окружены нашими войсками и уничтожаются.
Наши войска, наступающие южнее Брянска, продвинулись вперёд от 10 до 20 километров и заняли свыше 50 населённых пунктов. В районе западнее и юго-западнее Харькова наши войска продолжали наступление и заняли несколько населённых пунктов.

## 31 августа1943 года. 801-й день войны
Ельнинско-Дорогобужская операция. В связи с успешным продвижением советских войск на ельнинском направлении противник в ночь на 31 августа, прикрываясь сильными арьергардами, начал отходить на дорогобужском направлении. Отступая, немцы поджигали дома, взрывали промышленные здания, мосты и дороги. Горели деревни Коровино, Белявка, хутора Пушкаревские, Яковлеве, Высокое, Мазенки, Лозья и другие населённые пункты вблизи переднего края. Пламя поднялось и над Дорогобужем.
Черниговско-Припятская операция. К исходу 31 августа 65-я армия (П. И. Батов) продвинулась на своем участке всего на 20—25 километров. Южнее Севска 60-я армия (И. Д. Черняховский) к исходу 31 августа прорвалась в юго-западном направлении на 60 километров, расширив прорыв по фронту до 100 километров. Войска армии вступили на территорию Украины и приближались к Конотопу. К. К. Рокоссовский мобилизует весь фронтовой автотранспорт для переброски войск и техники в район прорыва. Немцы также стали спешно перебрасывать сюда свои резервы.
Группа армий «Юг». Манштейн : «Фронт 6 армии был прорван; её корпусу, действовавшему на побережье, угрожало окружение. Две дивизии, которые ещё раньше — вопреки намерению командования группы использовать их на северном фланге — были переброшены в Донбасс, не смогли восстановить положение. Командование группы приказало поэтому 31 августа отвести 6 армию на заранее подготовленную тыловую позицию. Этим был сделан первый шаг к сдаче Донбасса. Вечером этого же дня Гитлер разрешил, наконец, командованию группы постепенно отводить 6 армию и правый фланг 1 танковой армии, „если того настоятельно требует обстановка и нет никакой другой возможности“. Было отдано распоряжение об уничтожении всех важных в военном отношении объектов Донбасса.»(стр. 535)
Москва. Москва 31 августа 1943 года салютовала доблестным войскам, одержавшим победу под Ельней, двенадцатью артиллерийскими залпами из ста двадцати четырёх орудий.
Совинформбюро. На днях войска Западного фронта перешли в наступление на Смоленском направлении и, прорвав сильно укреплённую оборону противника протяжением по фронту более 50 километров, продвинулись вперёд от 15 до 30 километров. Вчера, 30 августа, наши войска овладели важным опорным пунктом обороны Смоленского направления — городом Ельня. Нашими войсками за 4 дня боёв занято свыше 170 населённых пунктов, в том числе железнодорожные станции Теренино, Коробец, Жегловка, Калошино, Дорогобуж (Северный), укреплённые пункты Белый Холм, Митишкино, Юшково, Бывалки, Пловец, Жабье, Каменец, Кошелево, Вараксина, Порубань, Уварова и районный центр Сафоново.
На днях войска Центрального фронта также прорвали сильно укреплённую оборонительную полосу противника в районе Севска протяжением по фронту 100 километров и, стремительно развивая наступление, продвинулись вперёд до 60 километров, вступив в пределы Северной Украины. Вчера нашими войсками заняты города Глухов и Рыльск. За 5 дней боёв наши войска освободили от немецких захватчиков свыше 200 населённых пунктов, в том числе районный центр Сумской области Червоное, районный центр Курской области Крупец, железнодорожные станции Холмовка, Эсмань, Клевень.
Войска Южного фронта заканчивают ликвидацию окружённых частей противника в районе Таганрога. Наши войска, наступающие западнее и юго-западнее Харькова, снова продвинулись вперёд и заняли несколько населённых пунктов.

## Перечень карт
1. Общий ход военных действий во втором периоде Великой Отечественной войны. Ноябрь 1942 г. — декабрь 1943 г. 421 КБ 
2. Курская наступательная операция (440 КБ)
3. Смоленская наступательная операция (278 КБ)
4. Донбасская наступательная операция (102 КБ)
5. Мгинская наступательная операция (86 КБ)
6. Битва за Днепр (330 КБ) (недоступная ссылка)
7. Черниговско-Припятская наступательная операция (87 КБ)
8. Ельнинско-Дорогобужская наступательная операция (75 КБ) (недоступная ссылка)
9. 5 августа 1943 года

## Список литературы
1. ↑  Сводки, сообщения Совинформбюро и Приказы Верховного Главнокомандующего Вооруженными Силами СССР. 1941—1945 гг. Дата обращения: 17 августа 2008. Архивировано 12 августа 2010 года.
2. ↑  История Великой Отечественной войны Советского Союза 1941—1945. Том третий. Воениздат. МО СССР М. −1961. Дата обращения: 17 августа 2008. Архивировано 17 мая 2012 года.
3. ↑  Битва под Курском. — М.: Воениздат, 1945.
4. ↑  Истомин В. П. Смоленская наступательная операция (1943 г.). — М., Воениздат, 1975.
5. 1 2  Россия и СССР в войнах XX века. Потери вооруженных сил: Статистическое исследование. / Под общ. ред. Г. Ф. Кривошеева. М.: Олма-Пресс, 2001. Дата обращения: 17 августа 2008. Архивировано из оригинала 5 мая 2008 года.
6. ↑  Конев И. С. Записки командующего фронтом. — М.: Наука, 1972
7. 1 2  Манштейн Э. Утерянные победы. — М.: ACT; СПб Terra Fantastica, 1999
8. ↑  Рокоссовский К. К. Солдатский долг. — М.: Воениздат, 1988.